# Lista de embutidos

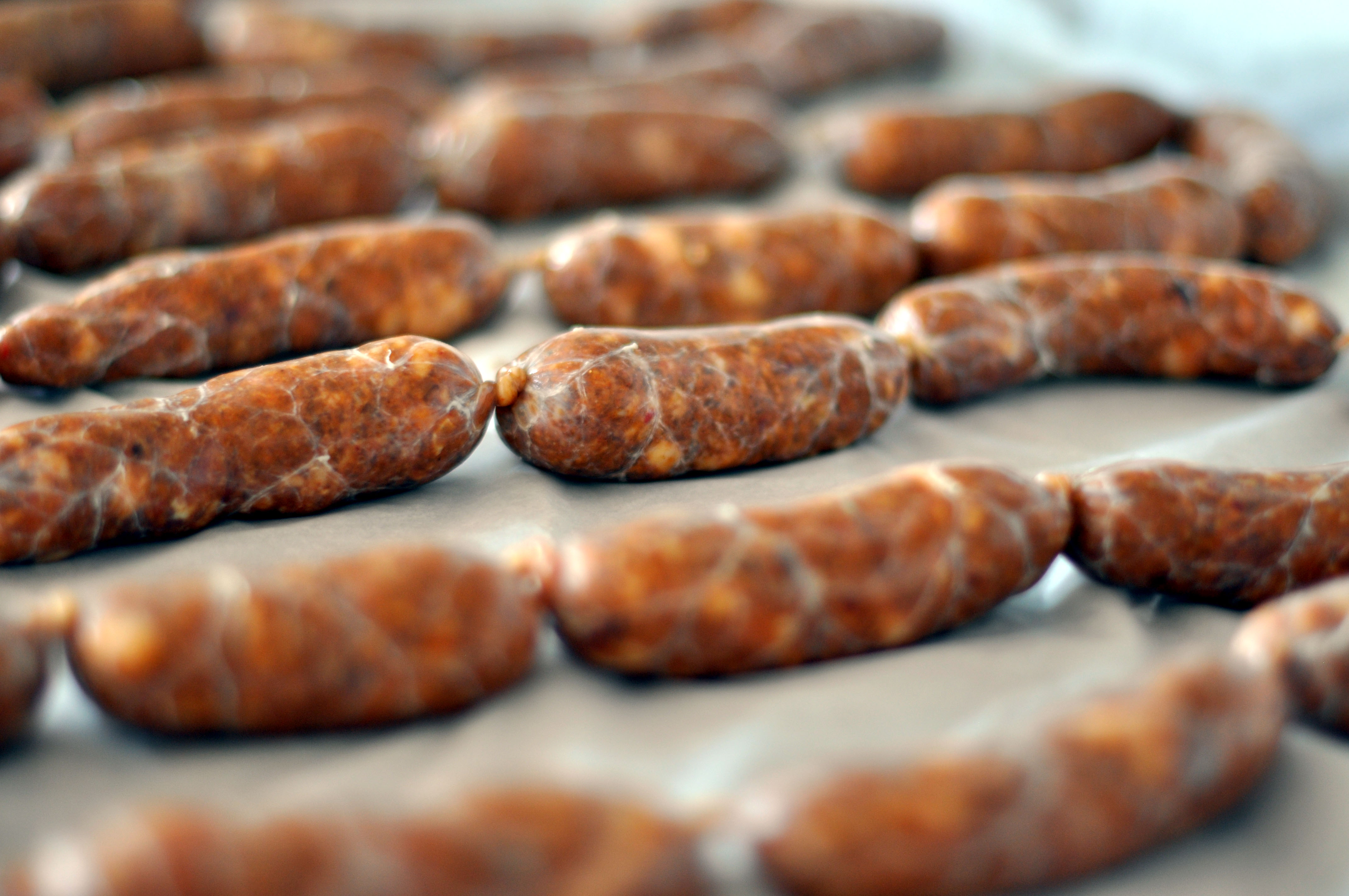
Chouriço

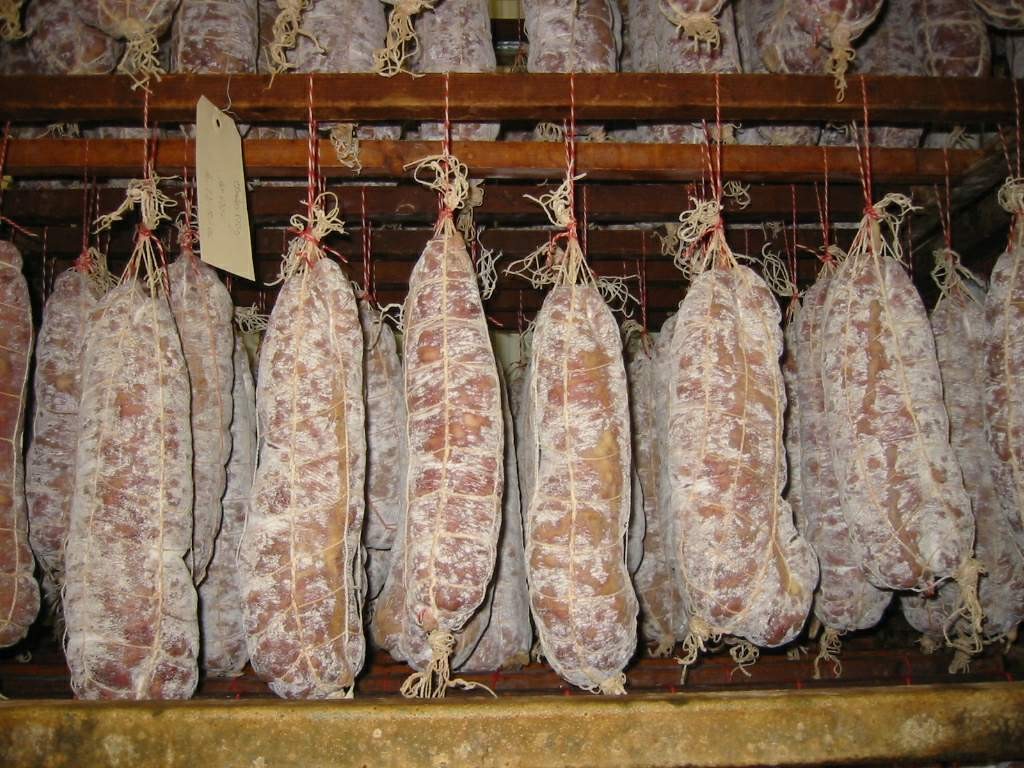
Saucisson

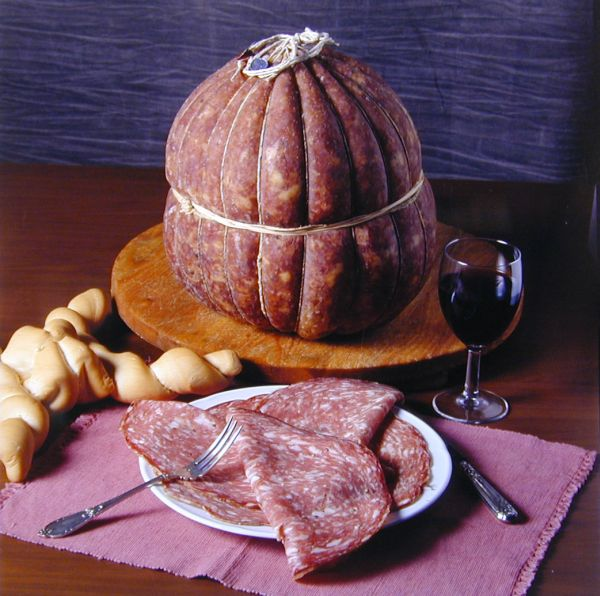
Skilandis

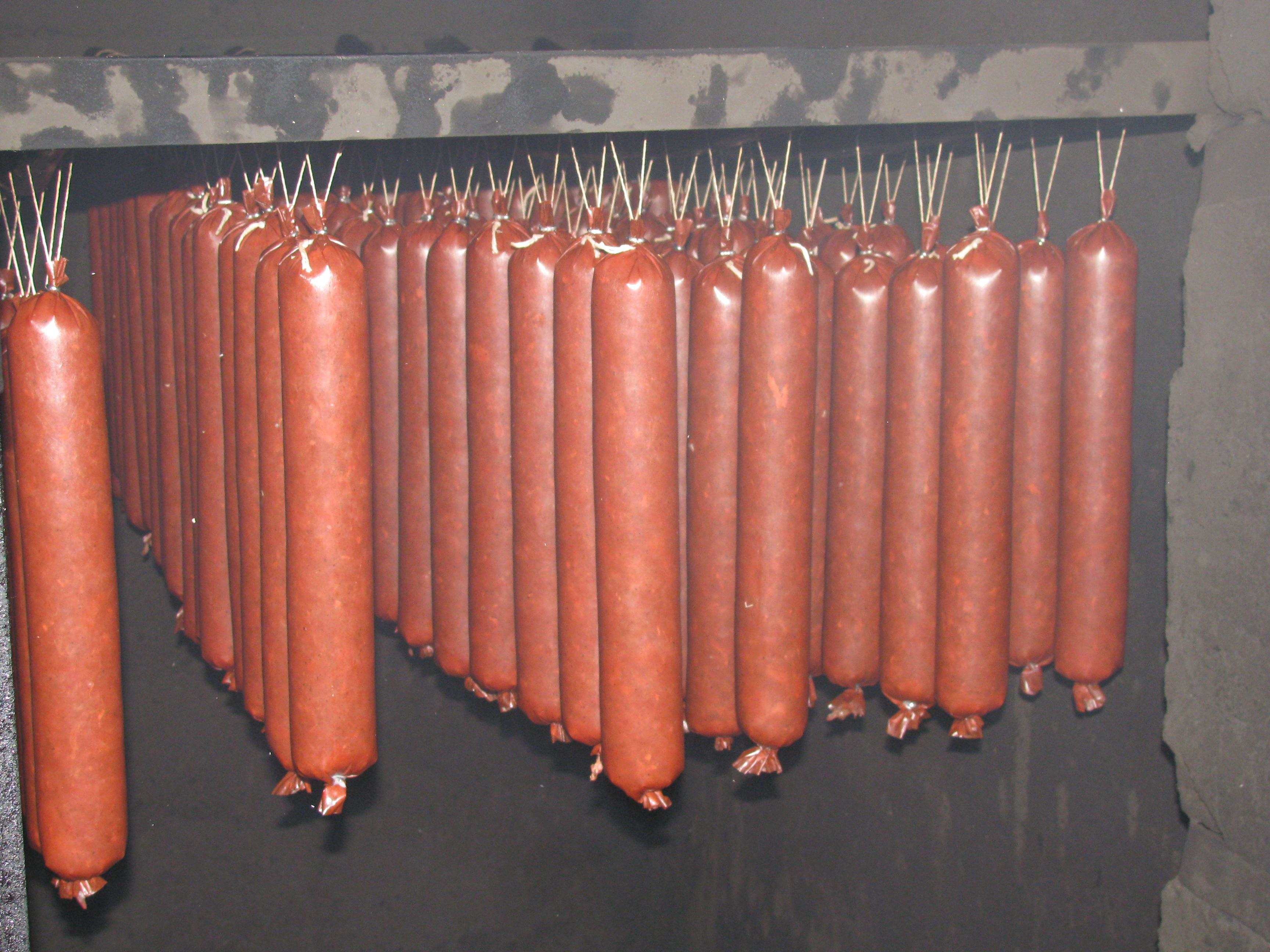
Linguiças sendo defumadas

Esta é uma lista de embutidos(pt-BR) ou enchidos(pt-PT?) de destaque. O embutido é um alimento e é geralmente feito de carne moída com uma pele ao redor. Normalmente, uma linguiça é formada em um invólucro tradicionalmente feito de intestino, mas às vezes sintético. Algumas linguiças são cozidas durante o processamento e o invólucro pode ser removido depois. A fabricação de embutidos é uma técnica tradicional de preservação de alimentos.

## Por tipo
- Morcela

- Boerewors

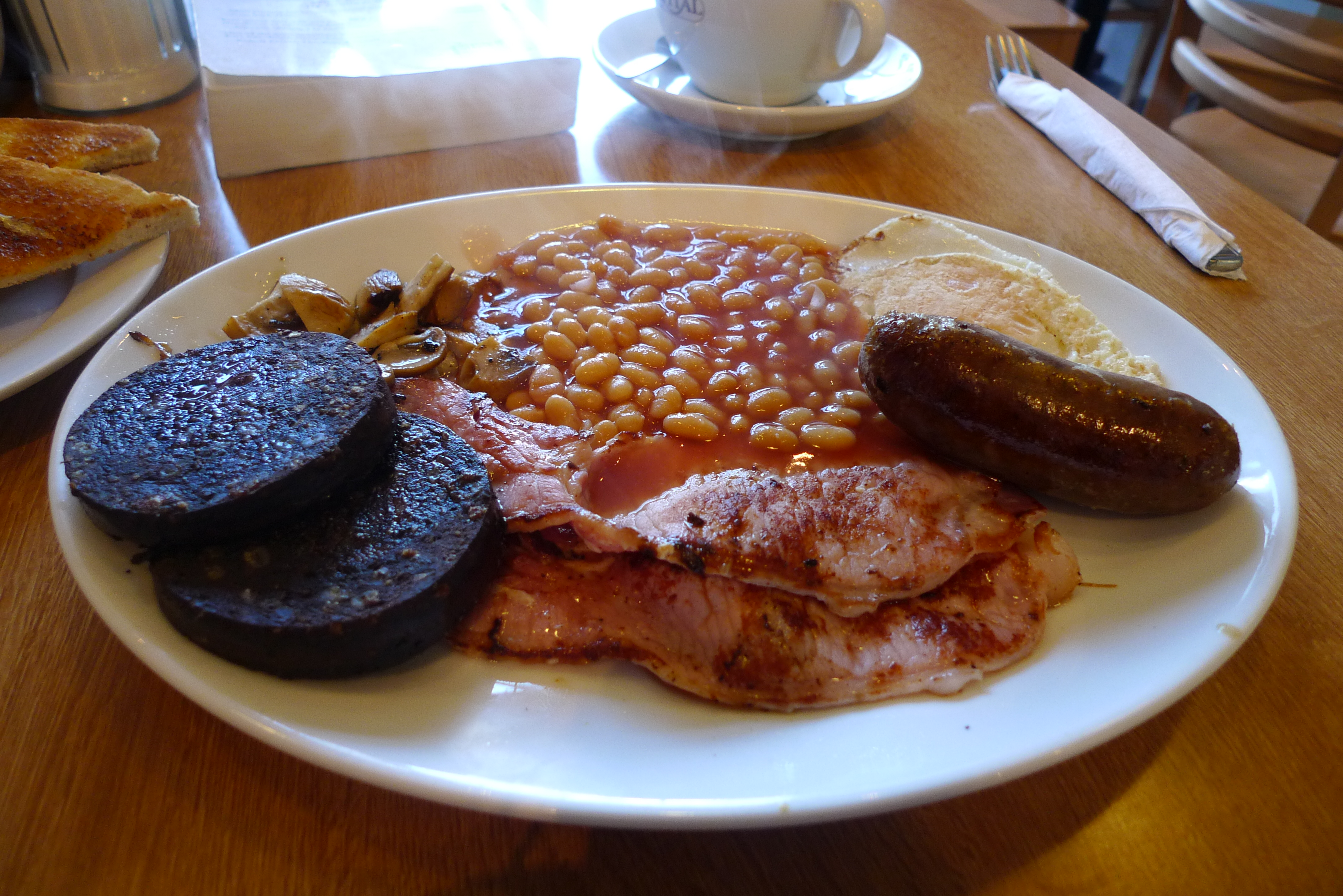
Um café da manhã no estilo britânico com black pudding (à esquerda)

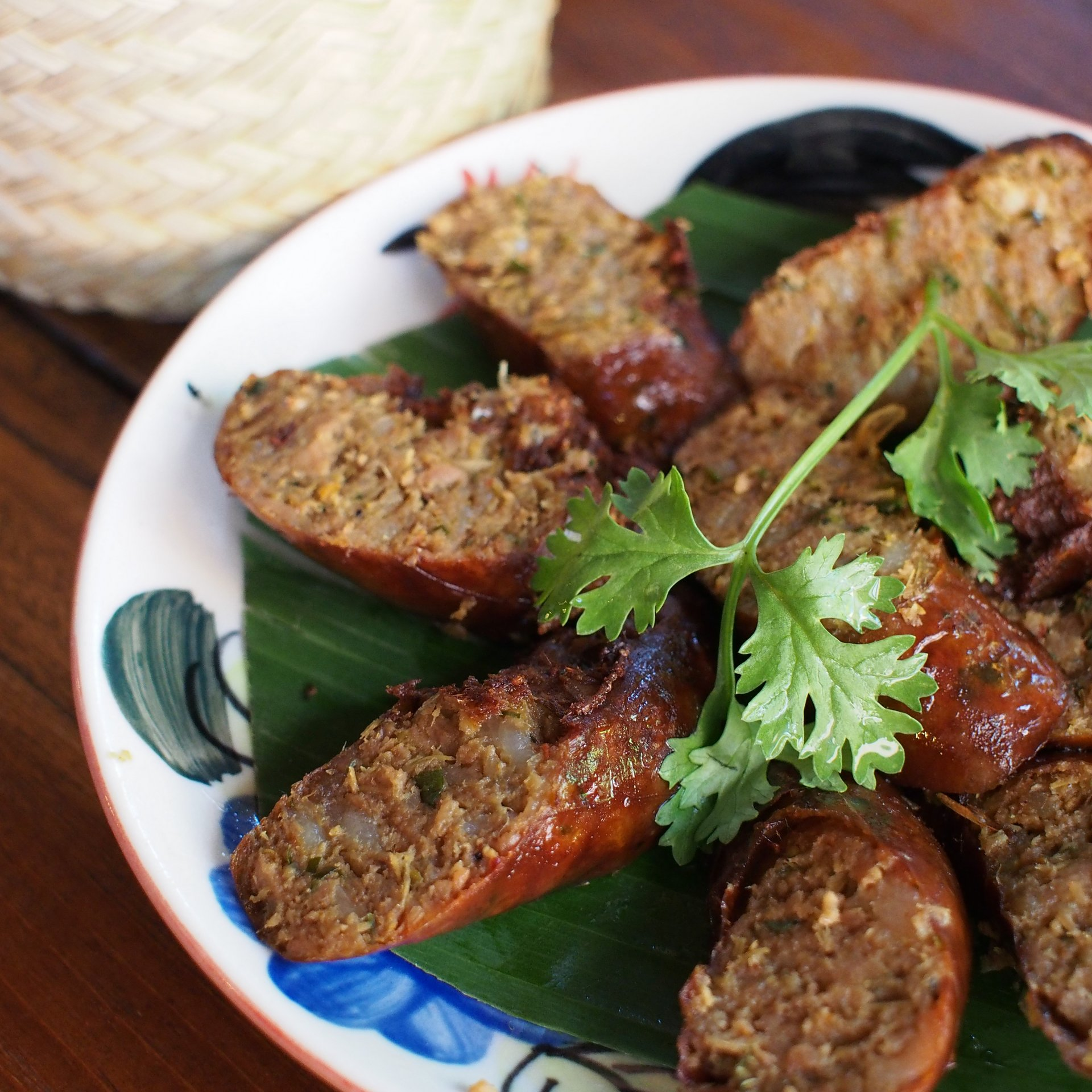
Sai ua é uma linguiça de porco grelhada do norte da Tailândia, do Laos e do nordeste de Myanmar.

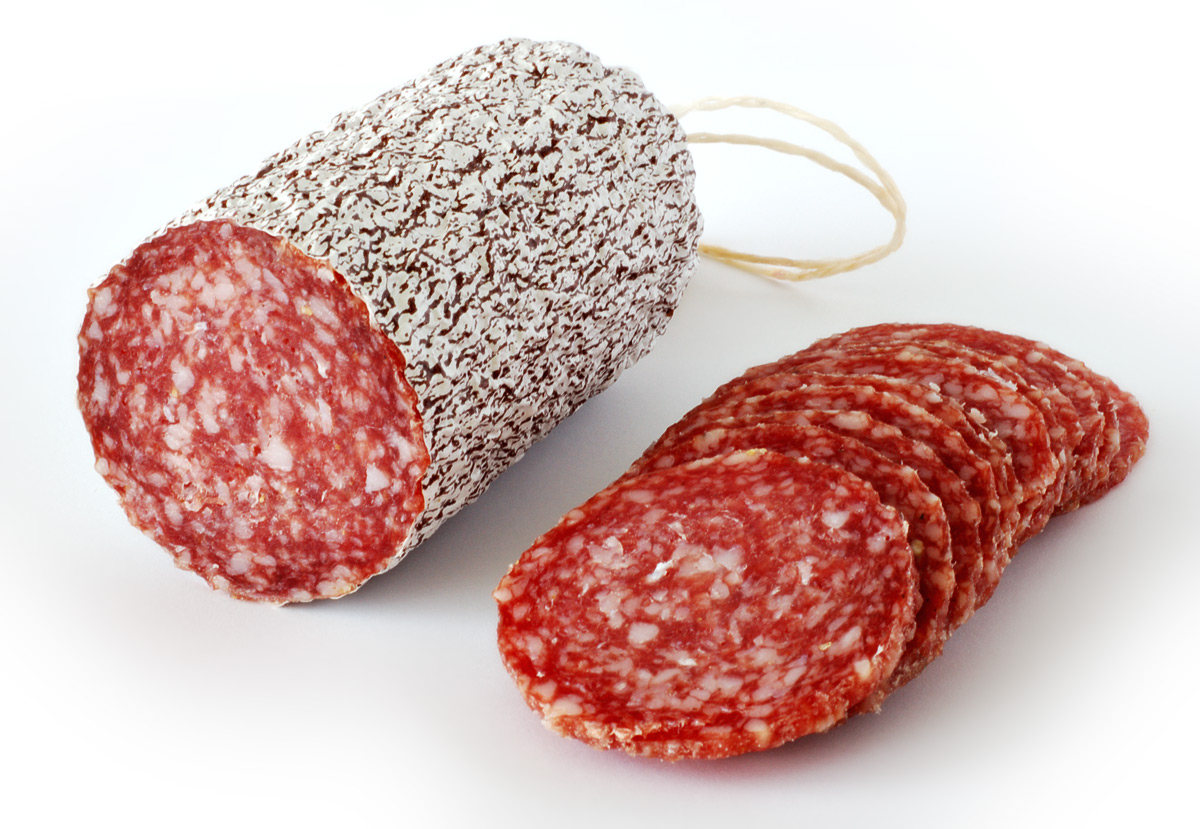
Téliszalámi é um tipo de salame húngaro com uma tradição secular de produção.

- Linguiça fermentada – um tipo de embutido criado pela salga de carne picada ou moída para remover a umidade, permitindo que bactérias benéficas quebrem os açúcares em moléculas saborosas

- Linguiça de alho – tipo de embutido à base de carne suína e/ou bovina com alho fresco, seco ou granulado

- Gyurma

- Helzel – pele de pescoço de ave recheada

- Cachorro-quente – salsicha em um pão

- Kranjska klobasa – embutido esloveno

- Loukaniko – tipo de embutido grego

- Lucanica – embutido de porco da culinária da Roma Antiga

- Merguez – embutido picante da culinária magrebina - embutido picante fresco à base de cordeiro ou carne bovina

- Corn-dog – cachorro-quente frito e empanado com fubá em um palito

- Pepperette

- Sai ua – Linguiça de porco grelhada do norte da Tailândia

- Linguiça de verão – Embutidos que podem ser mantidos sem refrigeração

- Träipen

- Salsicha vegetariana – pode ser feita de tofu, seitan, nozes, leguminosas, micoproteína, proteína de soja, vegetais ou qualquer combinação de ingredientes semelhantes que se mantenham unidos durante o cozimento[2]

- Wolkswagen currywurst – uma marca de linguiça fabricada pela montadora Volkswagen desde 1973

- White pudding

- Téliszalámi

- Zalzett tal-Malti – linguiça de porco maltesa fresca com sal marinho, sementes de coentro e pimenta-do-reino

## Por país
Observações:
- Muitos embutidos não têm um nome exclusivo. Por exemplo, "salsicha", "linguiça do campo", etc.

- Os embutidos com o mesmo nome em diferentes países podem ser idênticos, semelhantes ou significativamente diferentes. Isso também se aplica a nomes com grafias diferentes em regiões diferentes, por exemplo, lukanka, loukaniko; bloedworst, blutwurst. O chouriço de muitos países da América do Sul é diferente do chouriço espanhol.

### África do Sul
- Boerewors
- Droëwors
- Plaaswors
- Braai Wors
- Grabouw Wors
- Elim Wors

### Alemanha

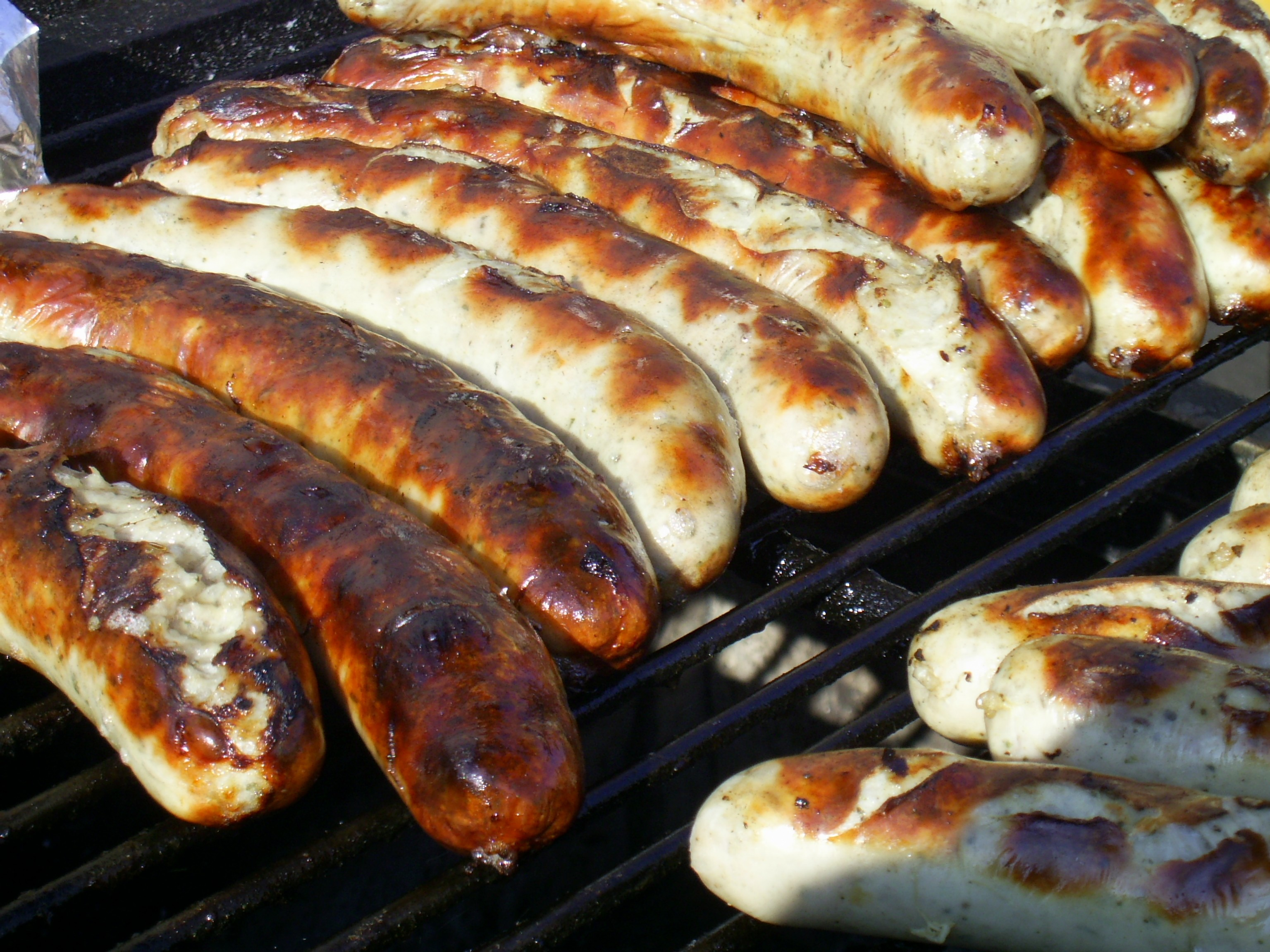
Thüringer Rostbratwurst

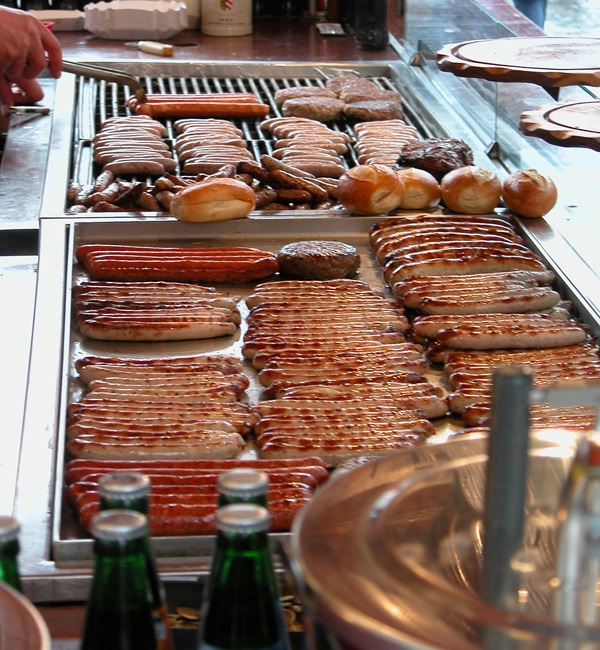
Uma variedade de bratwurst em um estande no Hauptmarkt em Nuremberg, Alemanha

- Ahle Wurst – tipo de salsicha de porco dura produzida no norte de Hesse

- Beutelwurst

- Bierschinken – tipo de salsicha ou frios

- Bierwurst – embutido defumado

- Blutwurst

- Bockwurst

- Bratwurst

- Braunschweiger – linguiça que leva o nome da cidade de Brunsvique

- Bregenwurst

- Brühwurst – tipos de embutidos conforme a classificação alemã

- Cervelatwurst[3]

- Fleischwurst / Lyoner – salsicha de porco finamente moída

- Frankfurter Rindswurst

- Frankfurter Würstchen – especialidade de Frankfurt, Hesse

- Gelbwurst

- Jagdwurst

- Knackwurst – tipo de salsicha curta e rechonchuda

- Knipp – embutido de carne e grãos

- Kochwurst – linguiça pré-cozida

- Kohlwurst – linguiça defumada

- Landjäger – tipo de embutido semi-seco

- Leberkäse – pão assado de carne finamente picada

- Leberwurst

- Mettwurst – linguiça de porco

- Möpkenbrot – embutido de carne e grãos

- Nürnberger Bratwürste

- Pinkel

- Regensburger Wurst – linguiça de porco

- Saumagen – prato recheado de batatas e carne de porco com especiarias

- Schinkenwurst – tipo de embutido preparado usando presunto

- Stippgrütze

- Teewurst – pasta de carne suína

- Thüringer Rostbratwurst

- Thüringer Rotwurst

- Wiener Würstchen[4]

- Weckewerk – especialidade de embutido do norte de Hesse

- Weisswurst – embutido tradicional da Baviera

- Westfälische Rinderwurst

- Wollwurst

- Zungenwurst – cabeça de xara com língua

- Zwiebelwurst[5]

### Argentina
- Bondiola

- Chouriço

- Longaniza

- Morcela

- Salamin

### Austrália
- Linguiça Bunnings/Linguiça democrática (ou snags) consulte linguiça sizzle

- Chipolata

- Devon (também conhecido como "Polony" ou "Fritz")

- Kanga Bangas

- Saveloy

### Áustria

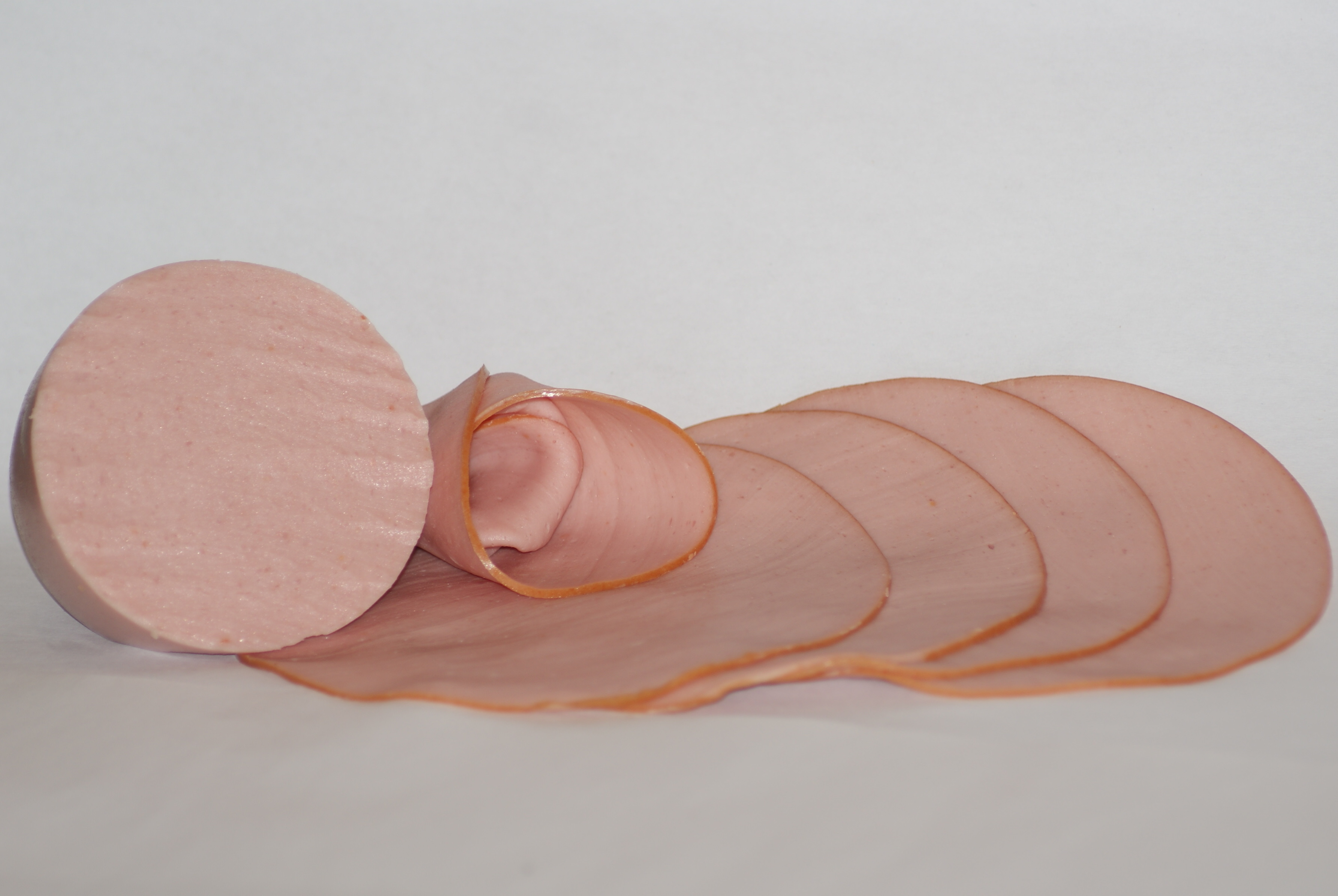
Extrawurst defumado

- Blunze

- Extrawurst

- Jausenwurst[6]

- Käsekrainer

- Wiener

### Bélgica
- Bloedworst

- Cervelat

### Brasil
- Chouriço doce

- Linguiça

- Salsichão

- Brativurst

### Brunei
- Belutak

### Bulgária

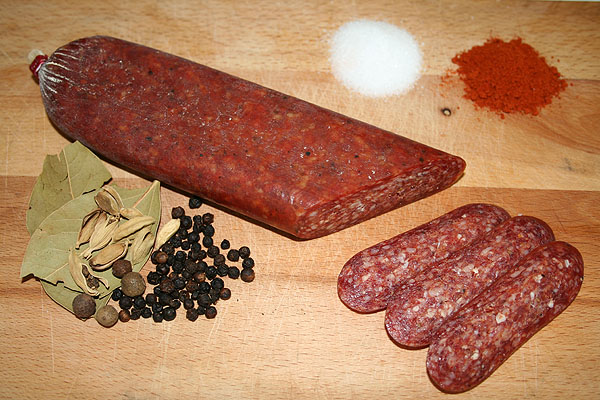
Lukanka

- Lukanka

- Sucuk

### Canadá
- Lunenburg pudding[7]

### Cazaquistão
- Qazy

### Chile
- Chouriço

- Longaniza

### China
- Lap cheong – linguiça seca e dura, geralmente feita de carne e gordura de porco. Normalmente é defumada, adocicada e temperada com água de rosas, vinho de arroz e molho de soja.[8]

- Yun chang – feita com fígado de pato

- Xiang chang – linguiça fresca e carnuda composta de pedaços de carne de porco picados grosseiramente e gordura de porco não processada. O sabor da linguiça é bastante adocicado.

- Nuomi chang – linguiça de cor branca composta de arroz glutinoso e aromatizantes, recheada em um invólucro e depois cozida a vapor ou fervida até ficar cozida.

- Xue chang – Salsichas chinesas que têm sangue como ingrediente principal.

- Bairouxue chang – tipo de linguiça popular no nordeste da China que inclui carne picada na mistura de sangue.

- Guan chang – linguiça longa e vermelha feita de carne fresca.

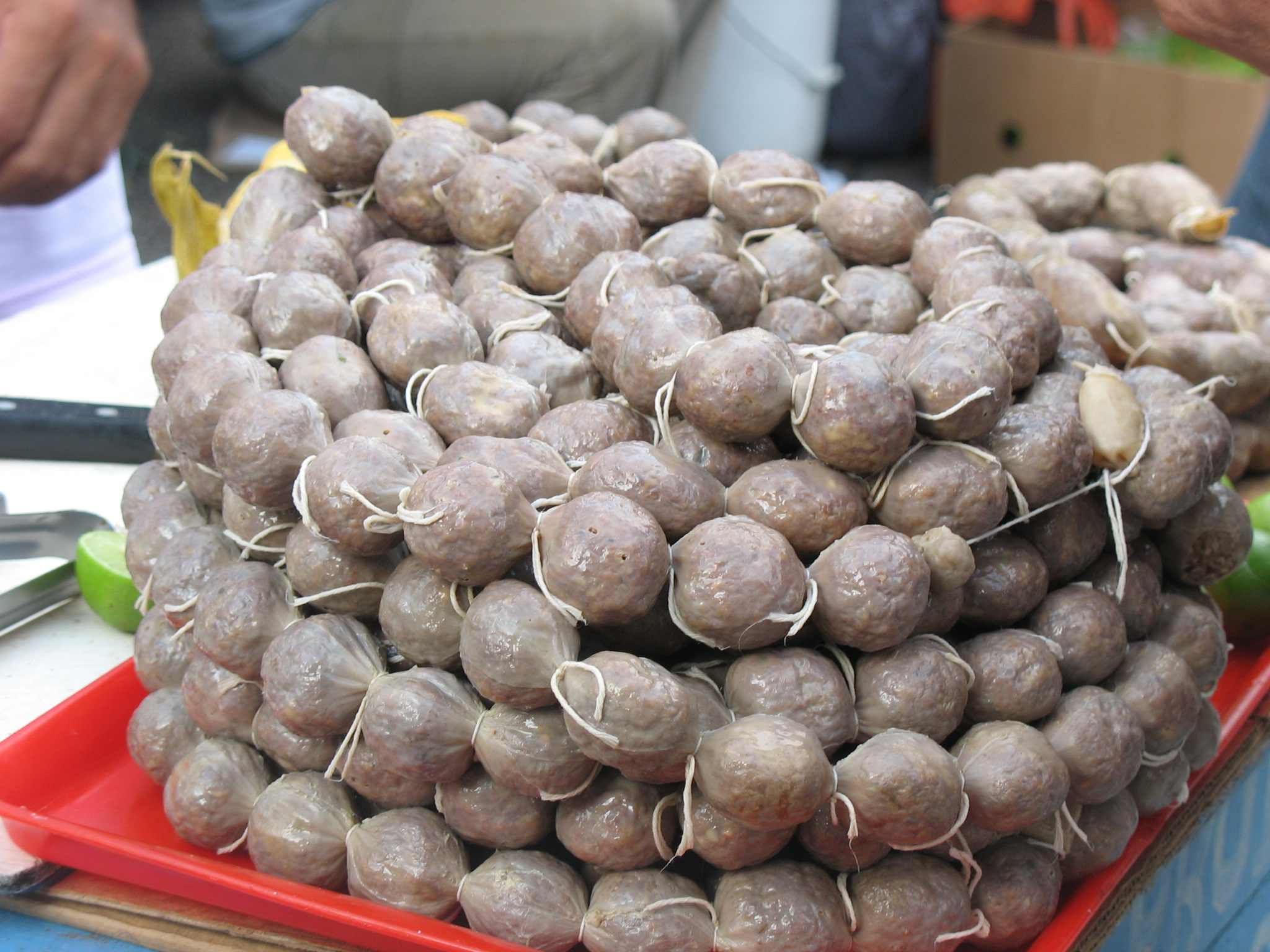
Butifarras Soledeñas: embutidos de Soledad, Atlántico, Colômbia

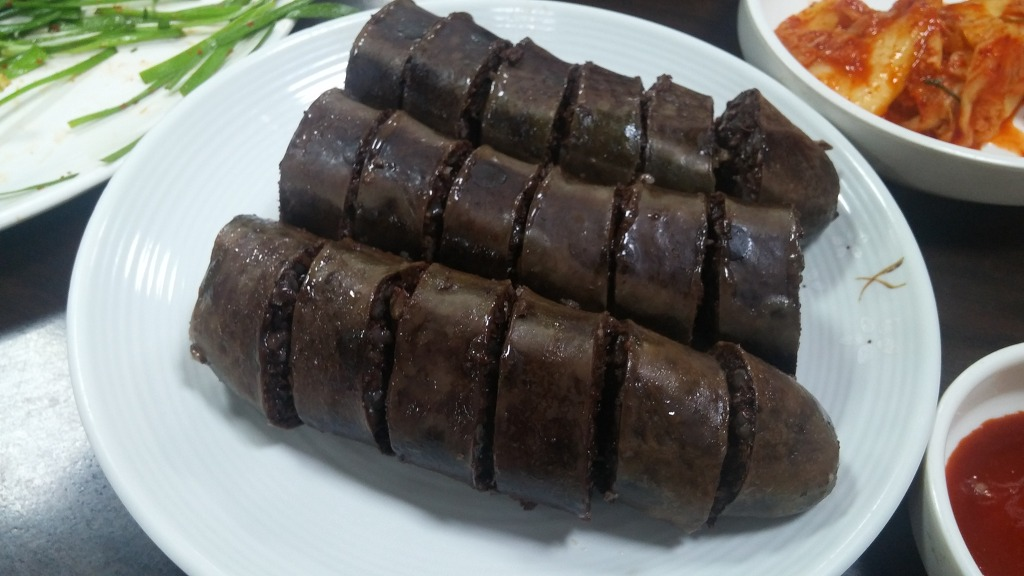
Sundae é um tipo de linguiça de sangue da culinária coreana.

### Colômbia
- Butifarra Soledeñas

- Longaniza

- Chouriço, chouriço santarrosano

- Morcela (Rellena)

- Chunchullo

### Coreia
- Sundae

### Croácia
- Češnovka

- Kulen

- Švargl

- Čajna

### Cuba
- Chouriço

- Moronga

### Dinamarca

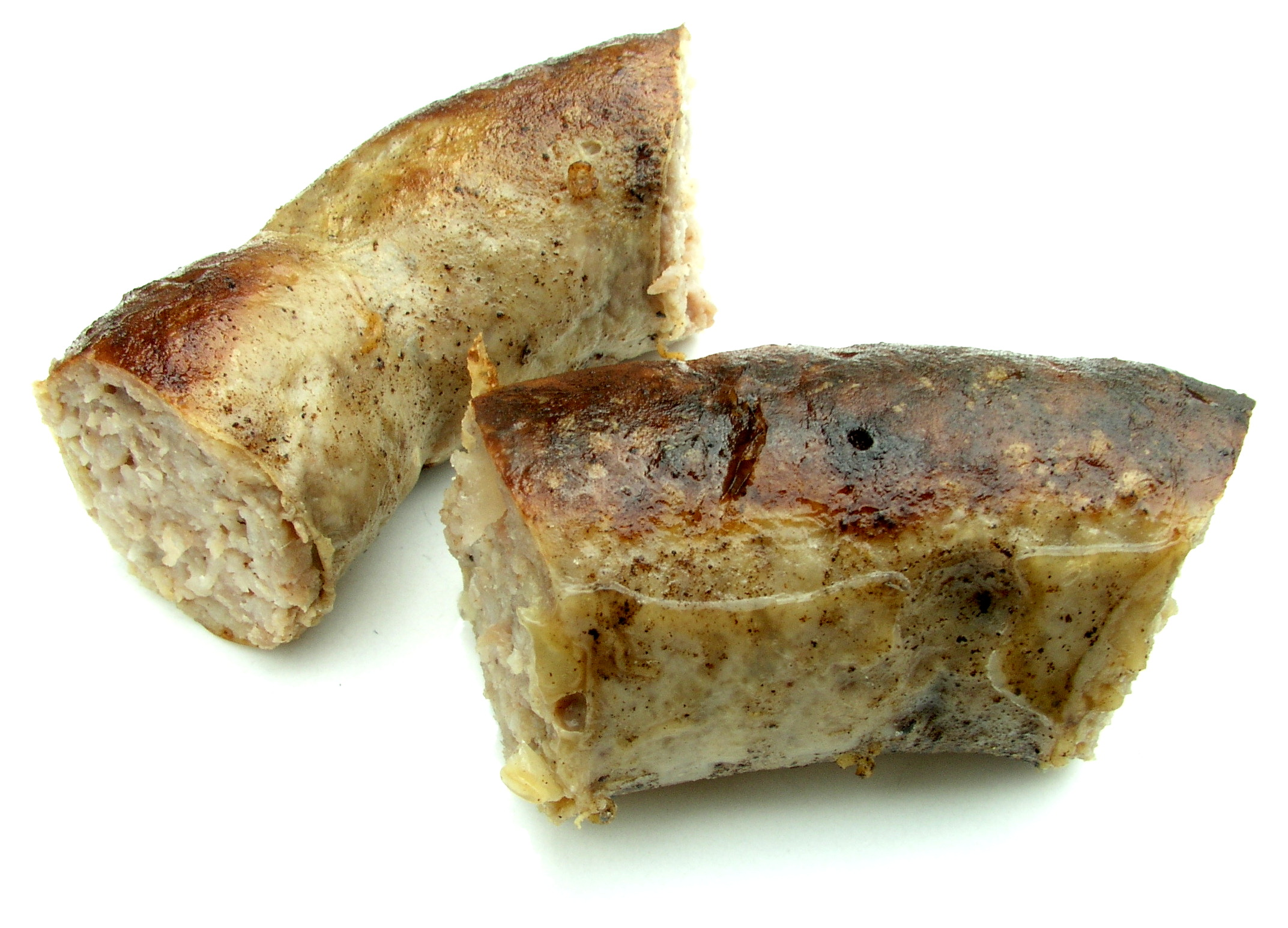
Pedaços de medisterpølse frito, de aproximadamente 5 cm

- Blodpølse

- Medisterpølse

- Rød pølse

- Ringriderpølse

- Sønderjysk spegepølse

- Sardel

### El Salvador
- Botifarra

- Chouriço

- Longaniza

### Eslováquia
- Hurka
- Krvavnička
- Liptovská saláma
- Spišské párky

### Espanha
- Androlla
- Botillo

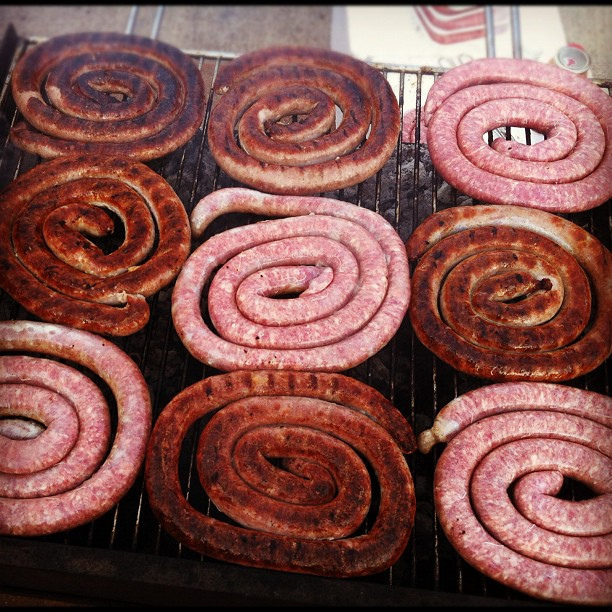
Botifarras cozinhando em uma grelha

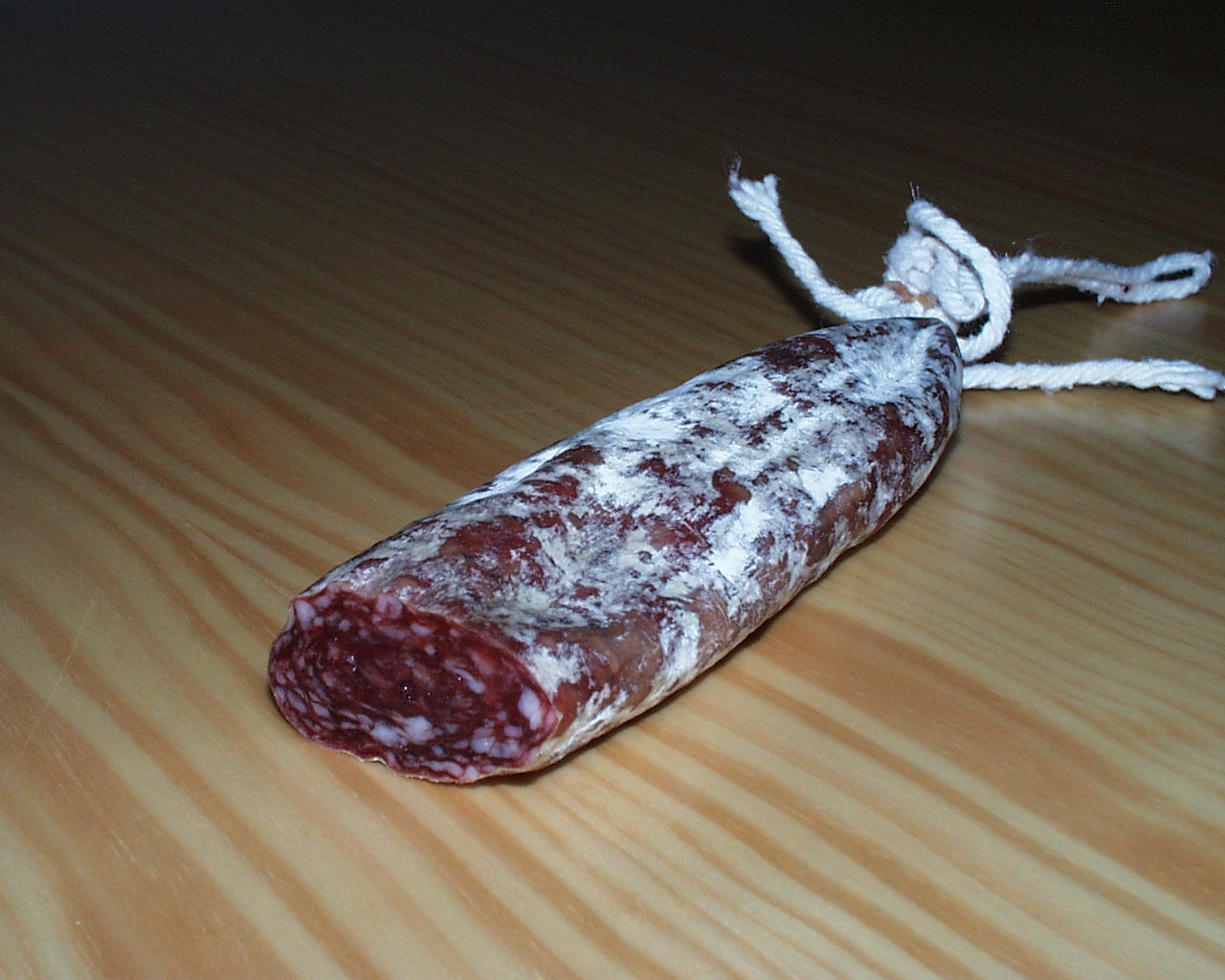
Longaniza

- Butifarra – prato de linguiça catalã
- Chistorra
- Chorizo – linguiça de porco originária da Península Ibérica
- Chorizo de Pamplona
- Embutido
- Fuet – linguiça de porco catalã curada a seco
- Longaniza
- Morcilla
- Morcón – tipo de chouriço
- Salsicha
- Salchichón – linguiça espanhola de verão
- Sobrasada – linguiça crua e curada na culinária das Ilhas Baleares

### Estados Unidos
- Andouille

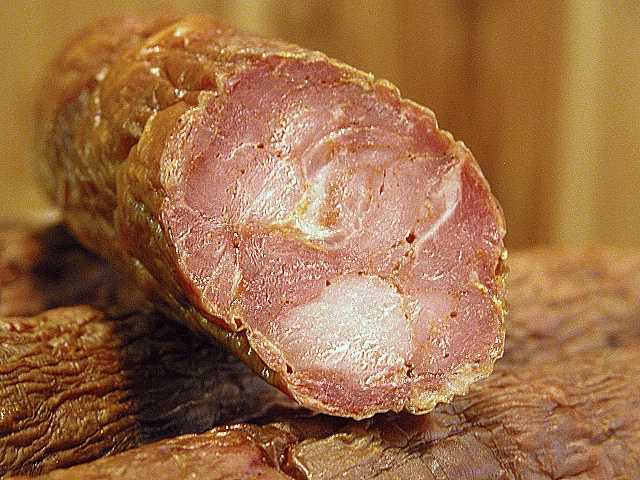
Andouille cajun

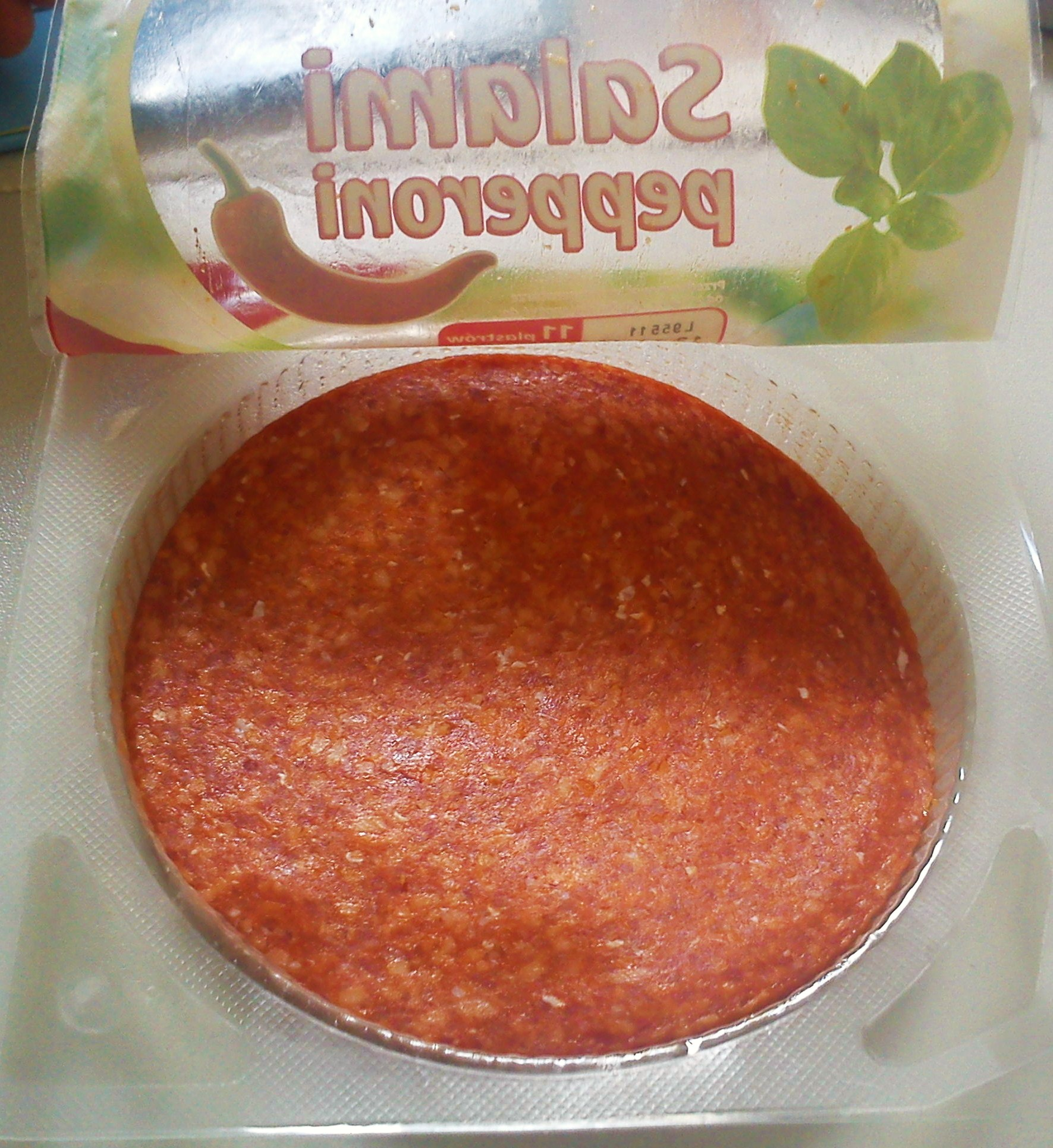
Fatias de pepperoni embaladas

- Bockwurst na América do Norte, assemelham-se ao Weisswurst da Baviera
- Bolonhesa
- Boudin
- Linguiça de café da manhã
- Chaudin
- Goetta
- Half-smoke – "iguaria local"[9] de Washington, D.C. e região circunvizinha
- Hog maw
- Hot dog
- Hot link
- Salsicha italiana
- Knoblewurst – uma especialidade judaica, "salsicha de carne gorda temperada com alho"[10]
- Bolonha do Líbano
- Salsicha quente de Nova Orleans
- Pepperoni
- Thuringer Na América do Norte, refere-se ao Thuringer cervelat, uma salsicha de verão

### Estônia
- Verivorst

### Filipinas
- Alaminos longganisa

- Baguio longganisa

- Cabanatuan longganisa

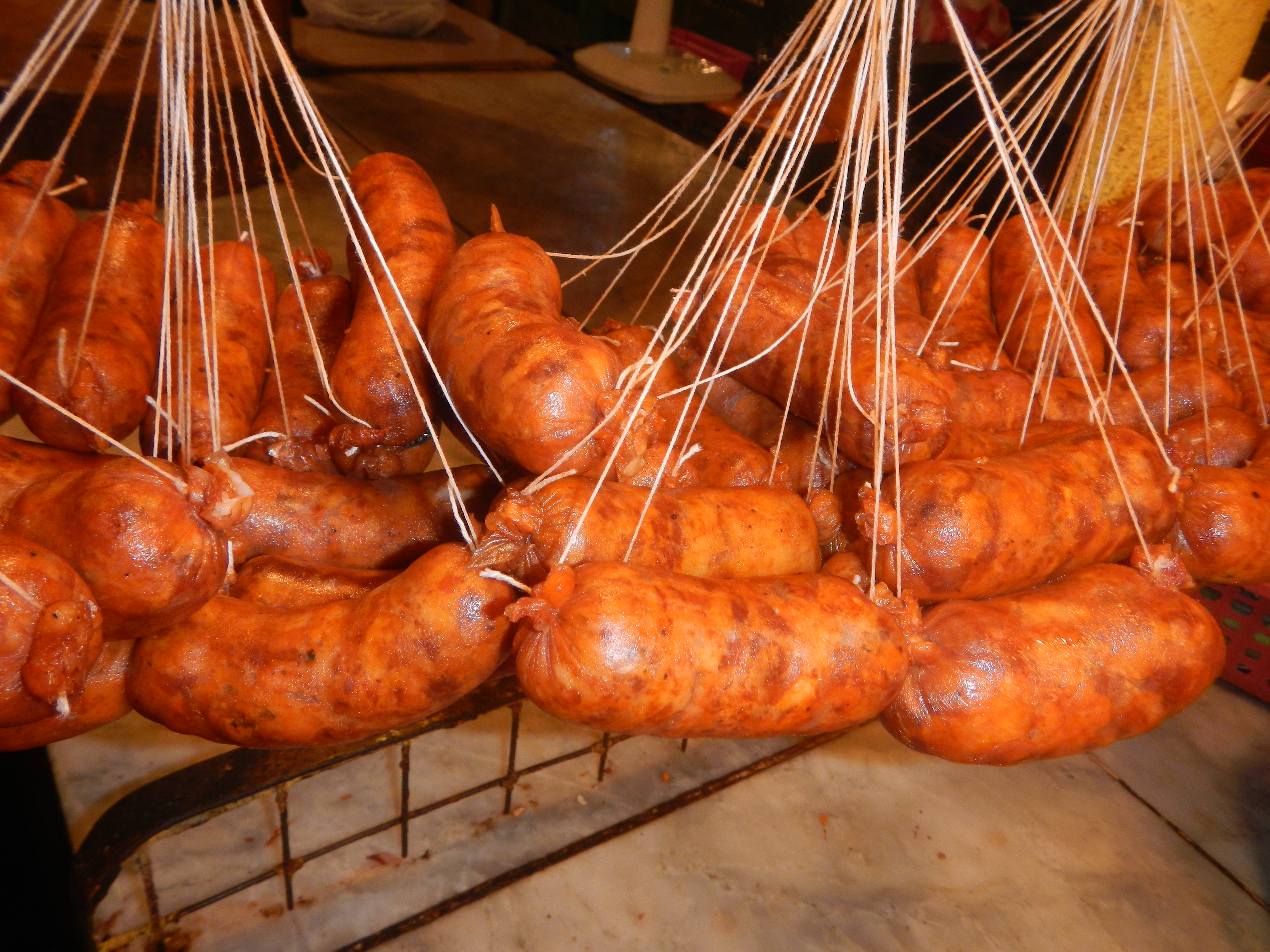
Calumpit longganisa em um mercado nas Filipinas

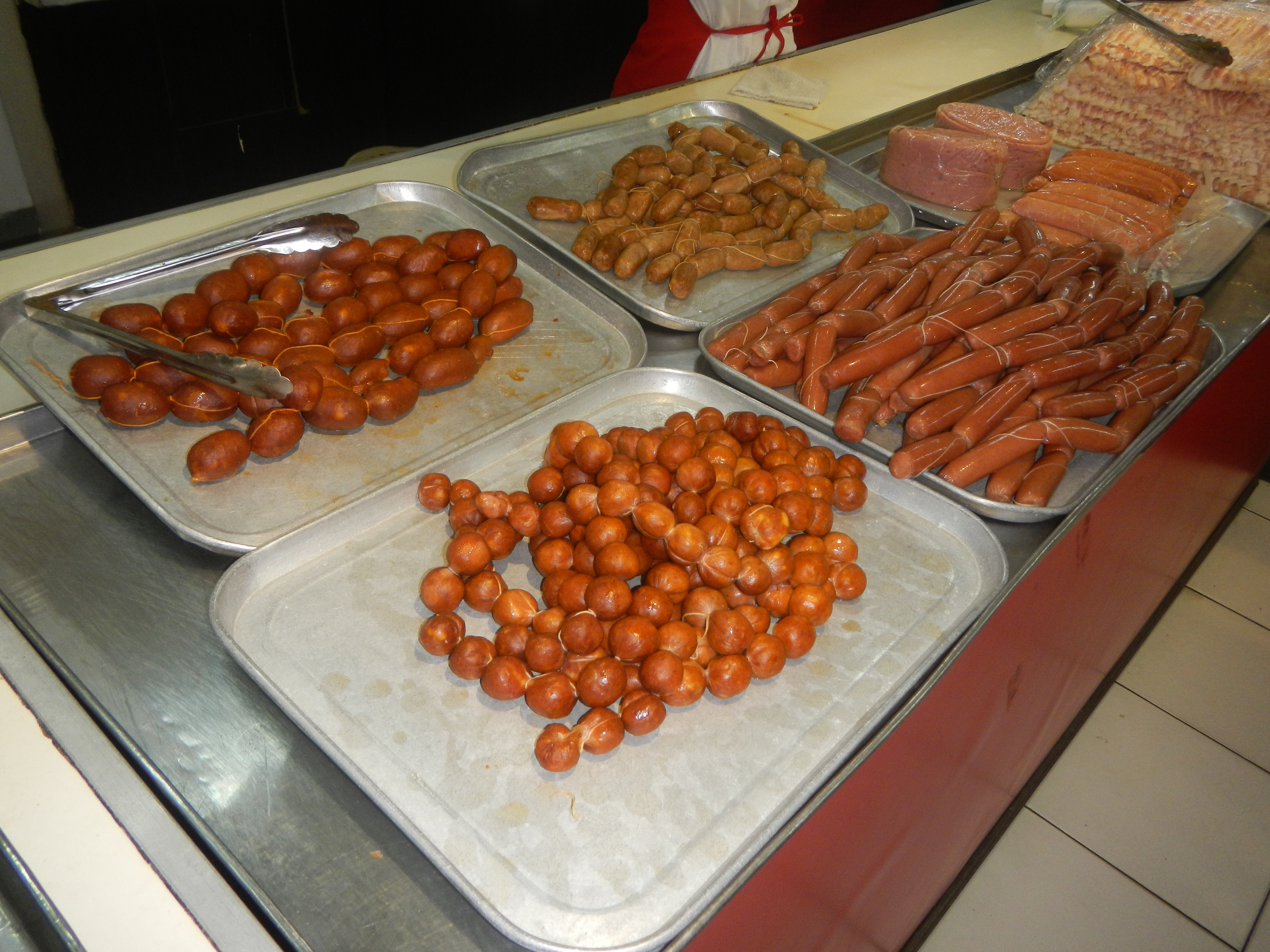
Vários tipos de longganisa das Filipinas em Quiapo, Manila

- Calumpit longganisa ou Longganisang Bawang

- Longganisa de frango

- Chouriço de Bilbao

- Chouriço de Cebu ou Longganisa de Cebu

- Chouriço de Macao

- Chouriço Negrense ou Bacolod Longganisa

- Longganisa de peixe

- Guagua longganisa

- Longaniza de Guinobatan ou Guinobatan Longganisa

- Lucban longganisa

- Pampanga longganisa

- Pinuneg

- Tuguegarao longganisa ou Longganisang Ybanag

- Vigan longganisa

### Finlândia
- Mustamakkara

- Ryynimakkara

- Siskonmakkara

### França
- Andouille

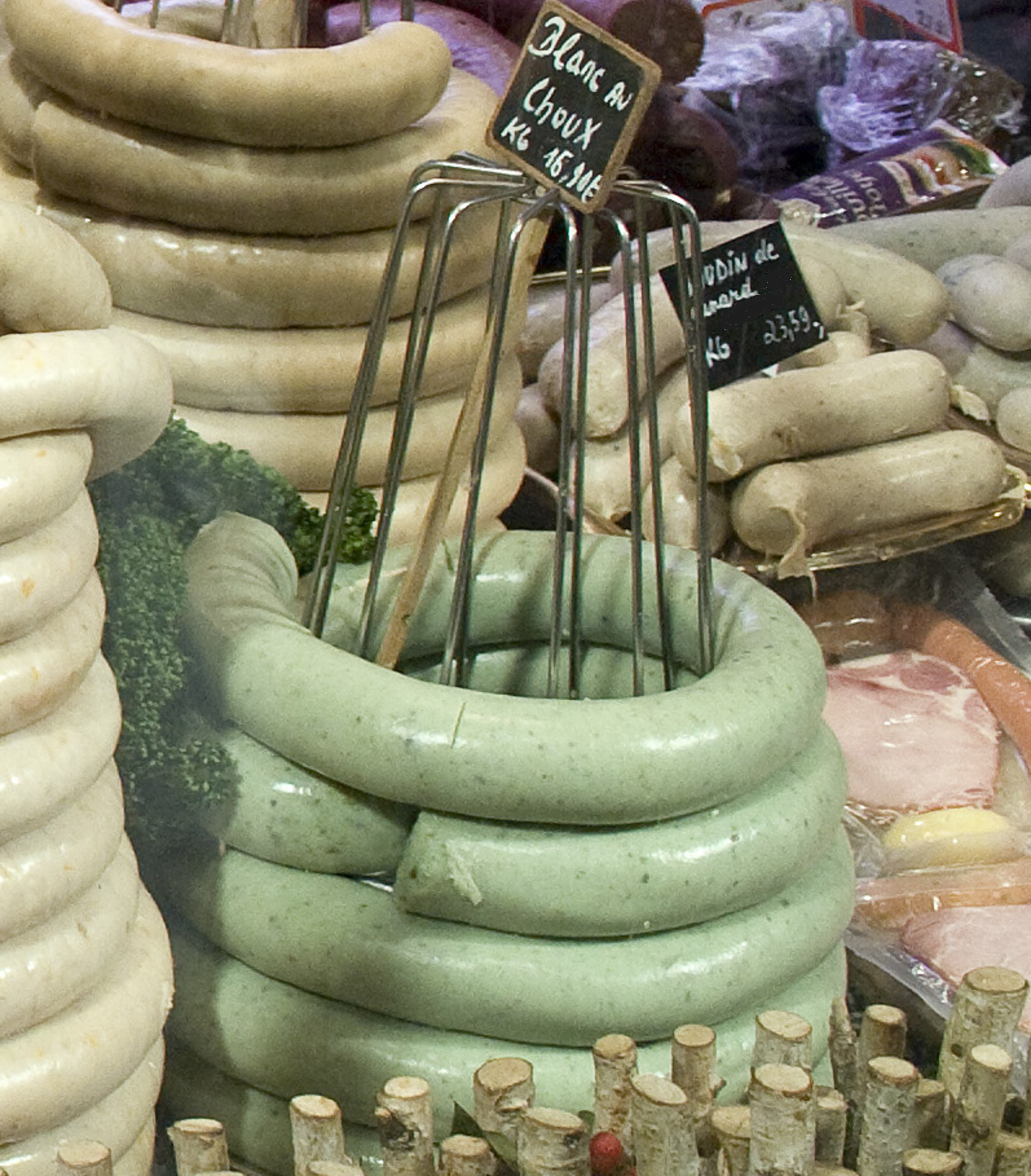
Vários tipos de boudin

- Andouillette – linguiça feita de intestino de porco

- Boudin

- Boudin blanc de Rethel

- Cervelas de Lyon

- Chipolata

- Diot

- Salsicha de Morteau

- Rosette de Lyon – saucisson curado ou linguiça de porco

- Saucisse de Toulouse

- Saucisse de Strasbourg

- Sabodet

- Saucisson – linguiça curada seca

- Saucisson de Lyon

### Geórgia
- Kupati

### Grécia
- Loukaniko

- Noumboulo

- Seftalia – carne moída envolta em gordura reticulada. Geralmente, carne de carneiro ou porco com uma pequena quantidade de sal, pimenta e orégano. São vendidas cruas com a intenção de serem grelhadas lentamente ou fritas em azeite de oliva pelo cliente. Tamanho: cerca de 10 cm de comprimento, 3-4 cm de largura. Há de 15 a 30 em um quilo.

- Salami aeras – embutidos do tipo salame originários principalmente da ilha de Lefkada, secos ao ar (daí o nome aeras). A consistência é sólida, ideal para ser cortado em fatias bem finas. São uma excelente entrada e podem ser consumidos como são comprados, não é necessário cozimento. Os supermercados A/B e os açougues locais vendem linguiças com esse nome.

### Hungria

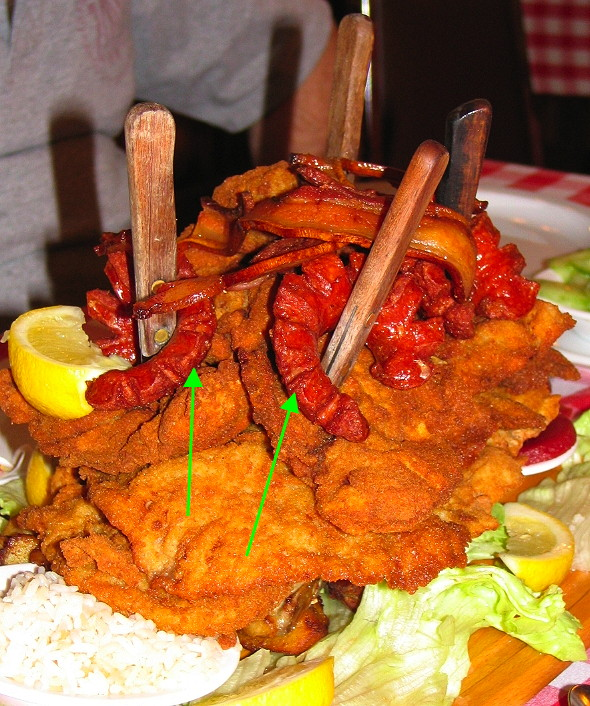
Debrecener (indicado por setas verdes) em cima de uma bandeja de madeira (festival de carne) em um restaurante húngaro

- Csabai[11][12]

- Gyulai

- Pick

- Debrecener

- Liverwurst

- Téliszalámi

### Ilhas Faroe
- Blóðpylsa

### Índia
- Chouriço goês

- Doh snam

### Indonésia
- Frikandel

- Saren

- Sosis solo

- Urutan – linguiça tradicional balinesa defumada ou seca ao ar, feita de carne de porco envolta em tripas de porco[13][14]

### Irlanda
- Black pudding

- Drisheen

- White pudding

### Itália
- Biroldo

- Ciauscolo

- Cervellata

- Ciavàr

- Codeguim

- Cotechino Modena

- Salame de Gênova

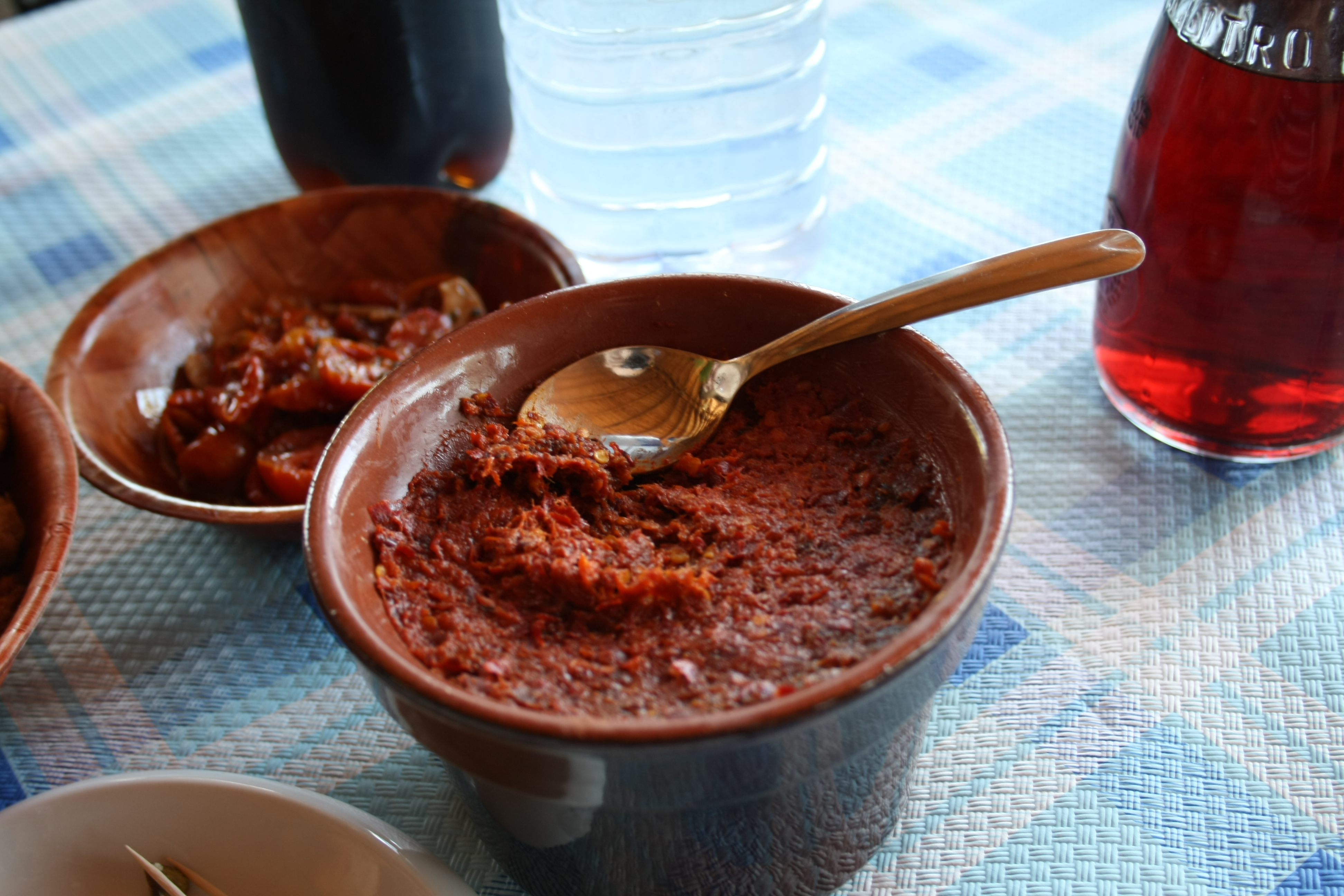
A 'Nduja é uma linguiça de porco particularmente apimentada e fácil de espalhar da região da Calábria, no sul da Itália.

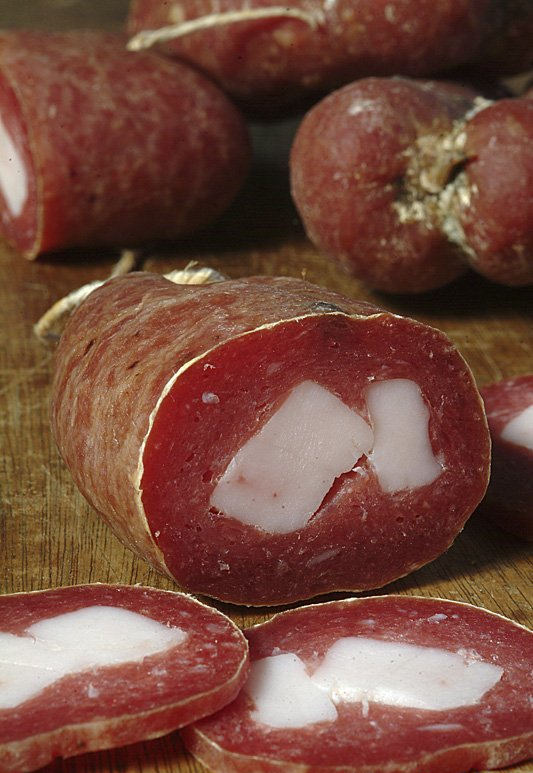
Uma variedade de soppressata

- Kaminwurz ou kaminwurze – linguiça seca ao ar e defumada a frio (Rohwurst) feita de carne bovina e fatback ou carne de porco,[15] produzido na região do Tirol do Sul, no norte da Itália.[16] Ocasionalmente, o kaminwurz também é feito de cordeiro, cabra ou veado. O nome da linguiça vem do costume de curará-las em um defumador anexado à chaminé do telhado das casas tirolesas.[17]

- Likëngë

- Luganega

- Mortadella

- Mazzafegati

- 'Nduja

- Salame

- Soppressata

- Zampina

#### Salame italiano

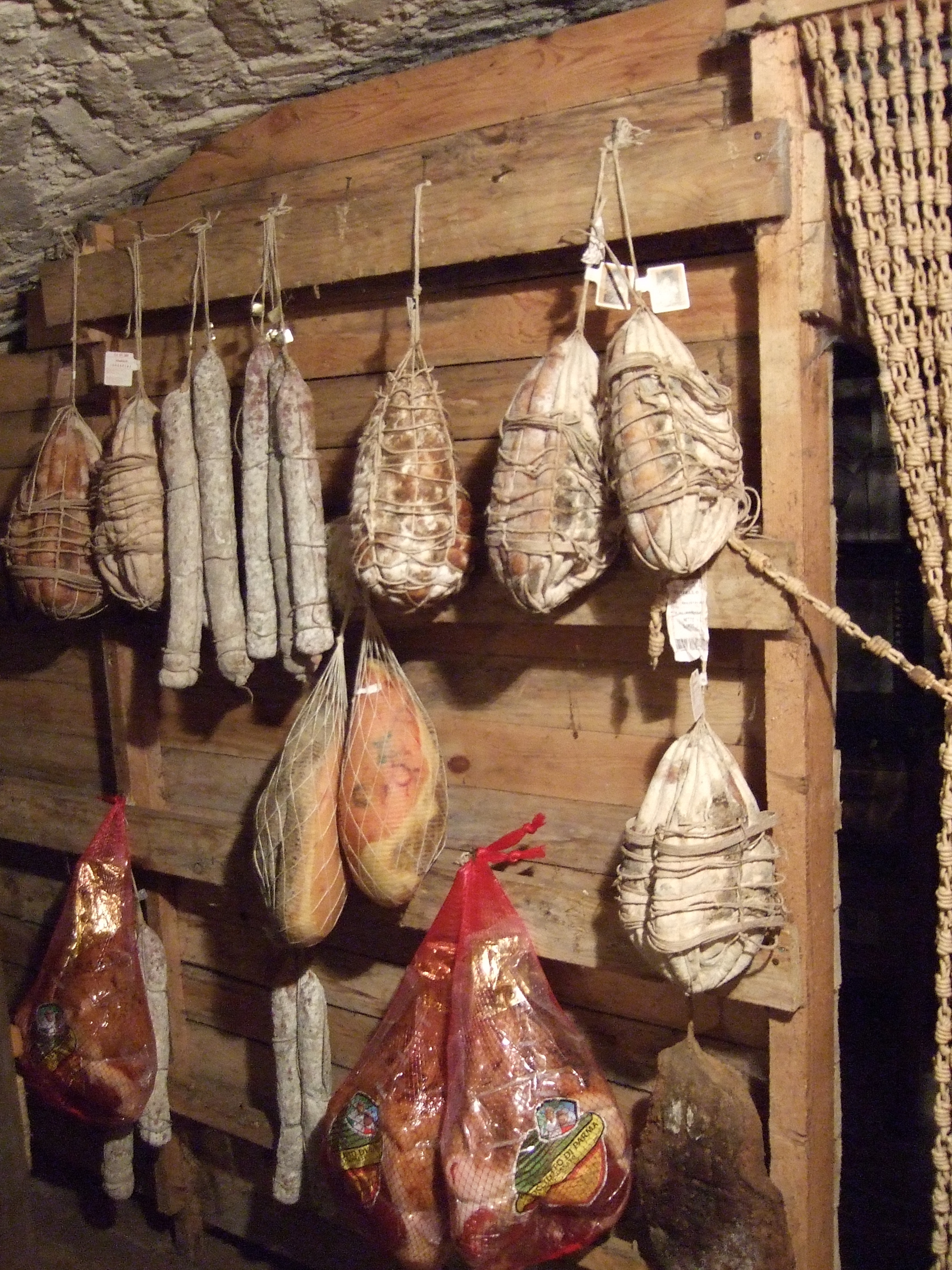
Envelhecimento de salumi

Salumi são produtos de carne curados italianos, feitos predominantemente de carne de porco. Somente as versões de salame em linguiça estão listadas abaixo.
- Ciauscolo

- Cotechino Modena

- Salame de Gênova

- Mortadela

- 'Nduja – linguiça picante e cremosa feita com carne de porco

- Salame – linguiça curada de carne fermentada e seca ao ar

- Soppressata

- Sopressa

- Strolghino

### Japão
- Arabiki

- Linguiça de peixe (ja:魚肉ソーセージ)

- Kurobuta

- Sem invólucro (cf. ja:ウイニー)

- Tako

### Laos
- Sai oua

- Sai ua

- Sai gork

- Som moo

### Líbano
- Makanek, também conhecido como na'anik[18][19]

### Lituânia

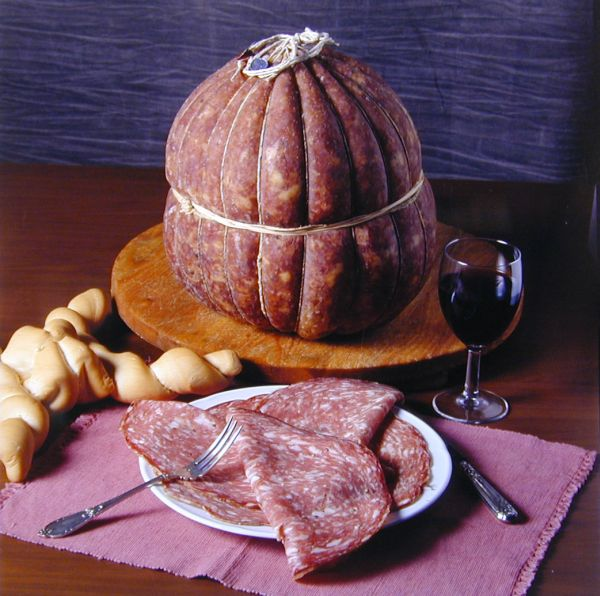
Skilandis

- Skilandis

### Malásia
- Lekor –linguiça de peixe

- Tongmo ou tong mo – linguiça de carne bovina temperada no estilo Cham[20][21]

### México
- Chouriço

- Moronga

### Namíbia
- Boerewors

- Droëwors

### Noruega
- Vossakorv

- Morrpølse

- Grillpølse

### Países Baixos
- Balkenbrij

- Bloedworst

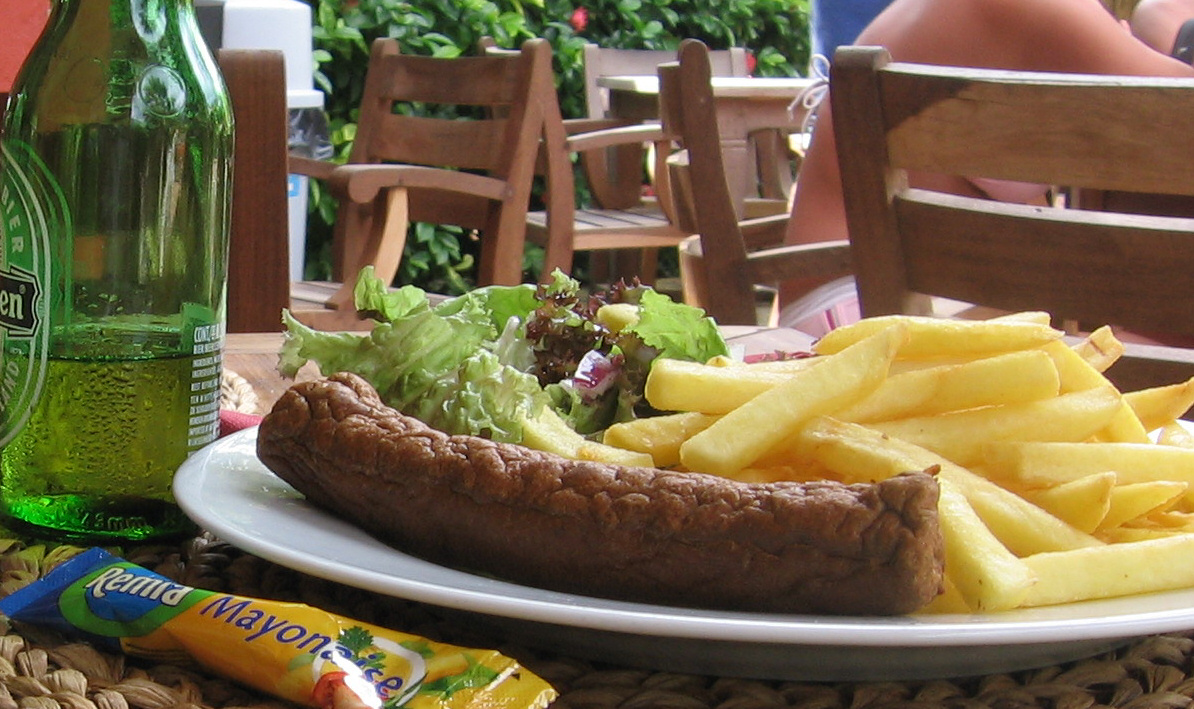
Frikandel com batatas fritas, alface e maionese

- Braadworst – linguiça grande de porco

- Frikandel – petisco de linguiça de carne moída

- Metworst

- Ossenworst

- Rookworst

- Knakworst

- Grillworst

### Palestina
- Makanek

- Sujuk

- Masareen

### Peru
- Salchicha Huachana

### Polônia
- Kielbasa

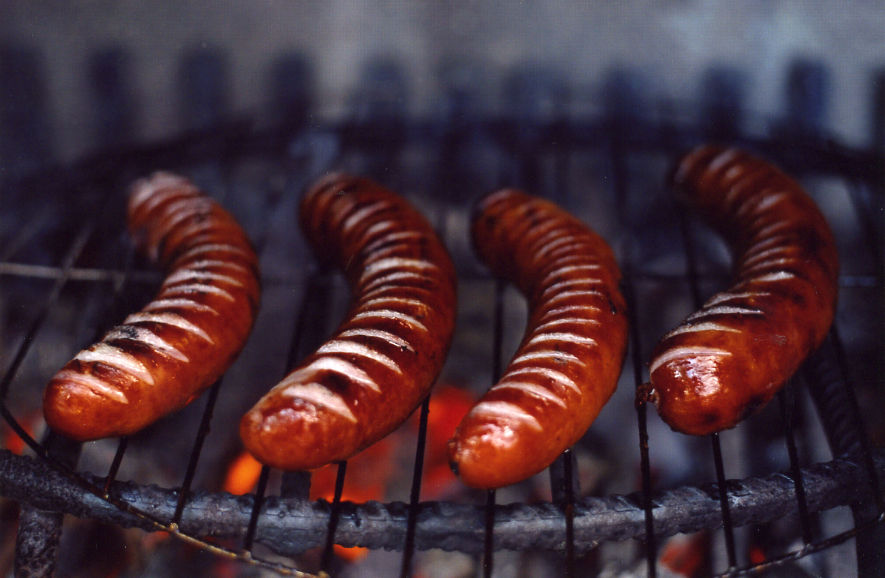
Kielbasa polonesa, grelhada

- Kiełbasa biała – linguiça branca vendida crua

- Kiełbasa jałowcowa (staropolska)

- Kiełbasa myśliwska (staropolska)

- Kiełbasa wędzona

- Kabanos (Kabanosy staropolskie) – linguiça fina e seca ao ar, aromatizada com sementes de cominho, originalmente feita de carne de porco

- Krakowska (Kiełbasa krakowska sucha staropolska) – linguiça grossa e reta defumada a quente com pimenta e alho

- Wiejska ([ˈvʲejska]) – linguiça grande de carne de porco e vitela em forma de U com manjerona e alho

- Weselna – linguiça de "bodas", linguiça defumada de espessura média e em forma de U; geralmente consumida em festas, mas não exclusivamente

- Kaszanka ou kiszka – linguiça de sangue tradicional ou morcela

- Myśliwska – linguiça de porco defumada e seca

- Prasky

### Portugal
- Alheira
- Azaruja
- Botillo – linguiça espanhola

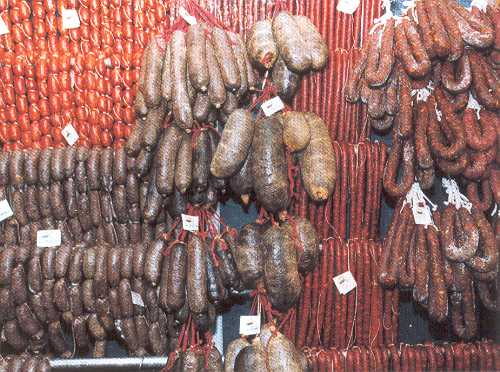
Enchidos

- Chouriço – linguiça de porco originária da Península Ibérica
- Chouriço doce
- Enchido
- Farinheira
- Linguiça
- Paio – embutido tradicional de Portugal e do Brasil

### Porto Rico

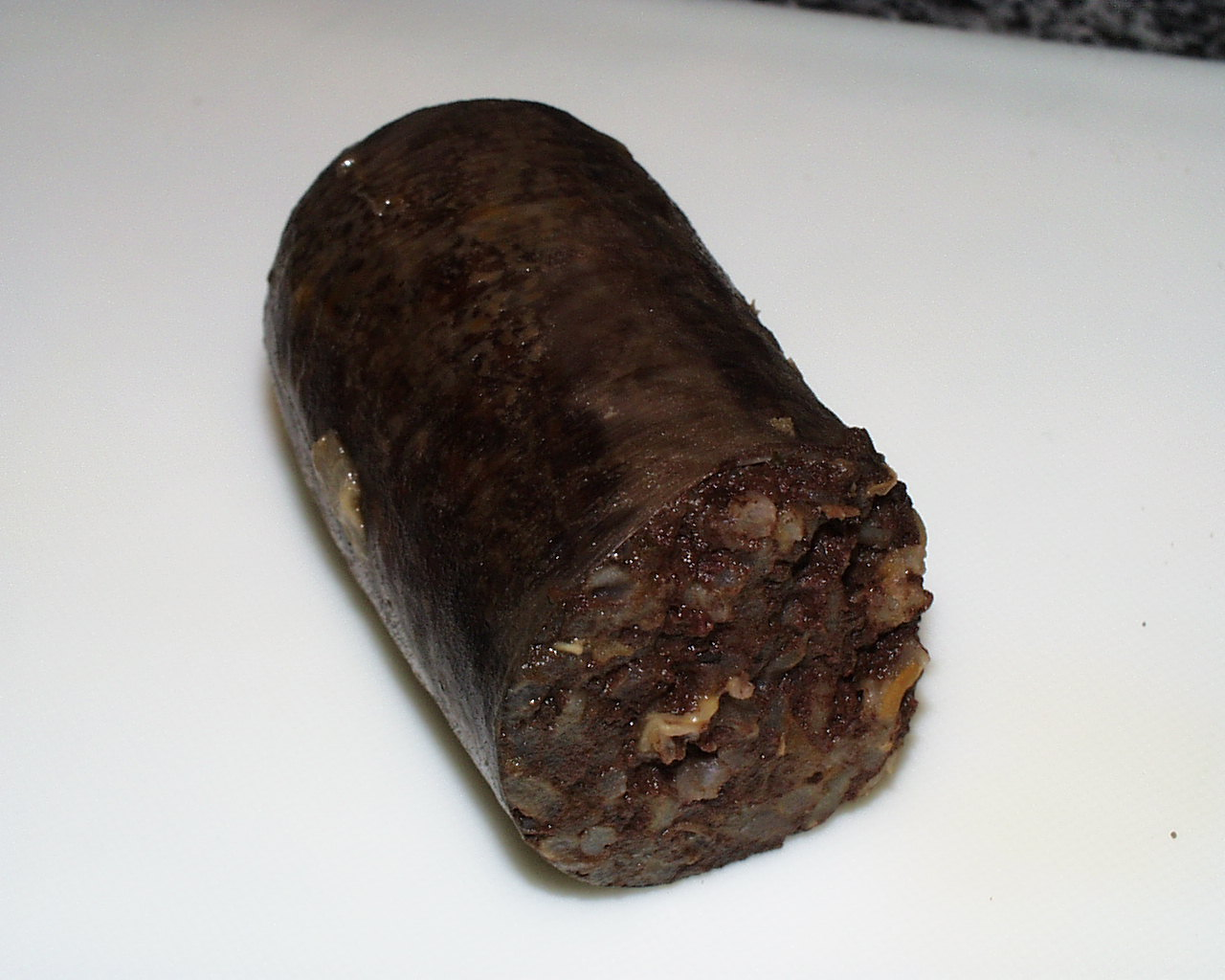
Morcilla cocida, linguiça de sangue ao estilo espanhol consumida na Espanha e na América Latina

- Butifarra
- Chorizo
- Longaniza
- Morcilla
- Mortadella
- Salchichón

### Reino Unido

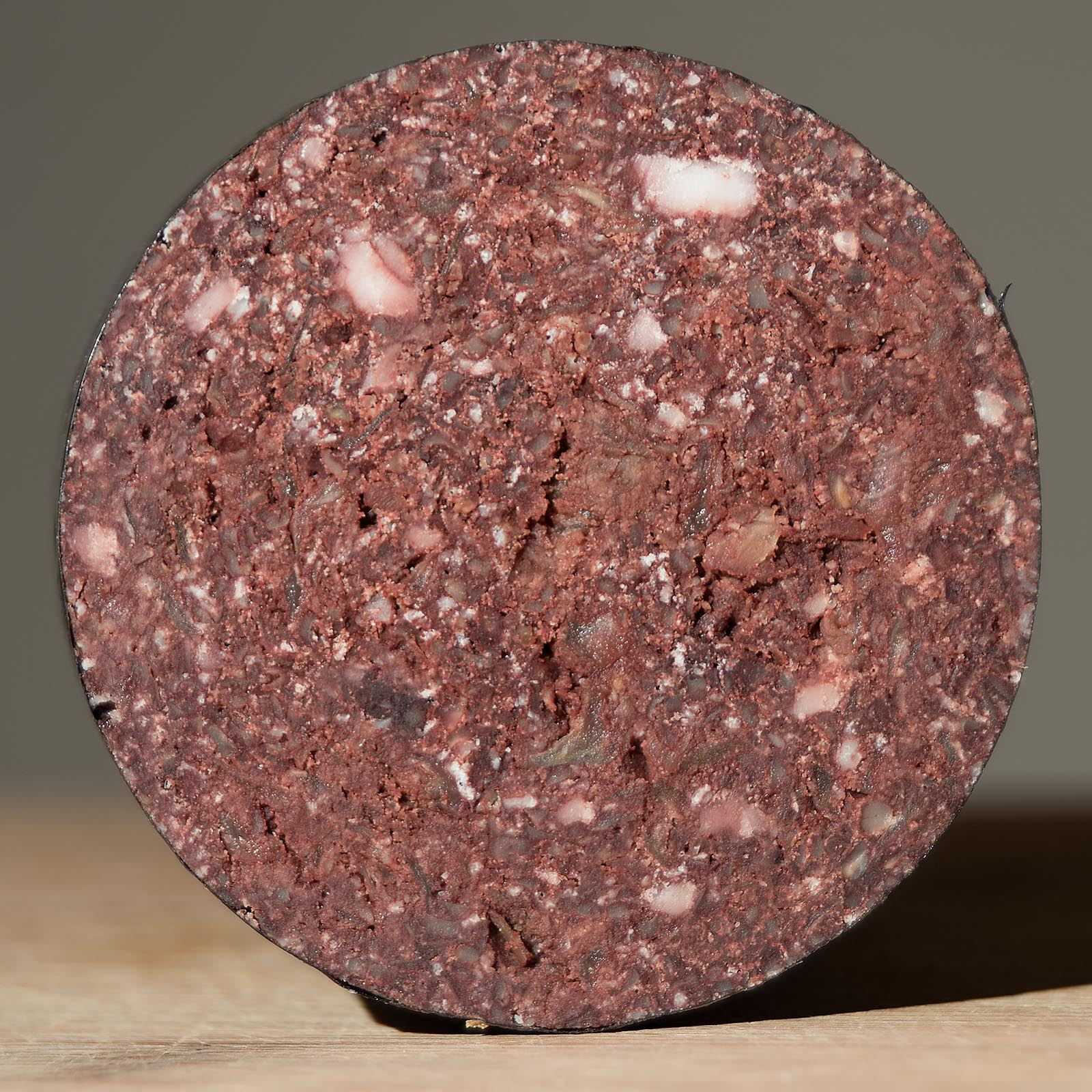
Seção transversal de uma black pudding de Stornoway. Foi concedido o posição de Indicador Geográfico de Origem Protegida em maio de 2013 pela Comissão Europeia.

- Linguiça empanada – encontrada em todo o Reino Unido, Irlanda, Austrália e Nova Zelândia.
- Salsicha de carne
- Black pudding
- Chipolata
- Linguiça de Glamorgan
- Hog's pudding
- Salsicha de porco
- Carne de porco e alho-poró (às vezes chamada de salsicha galesa)
- Red Pudding (principalmente na Escócia)
- Sausage roll
- Saveloy
- Snorkers
- Stonner kebab
- Linguiça de tomate (carne de porco e tomate)
- White pudding

#### Inglaterra
- Linguiça Braughing[23]
- Linguiça de Cumberland

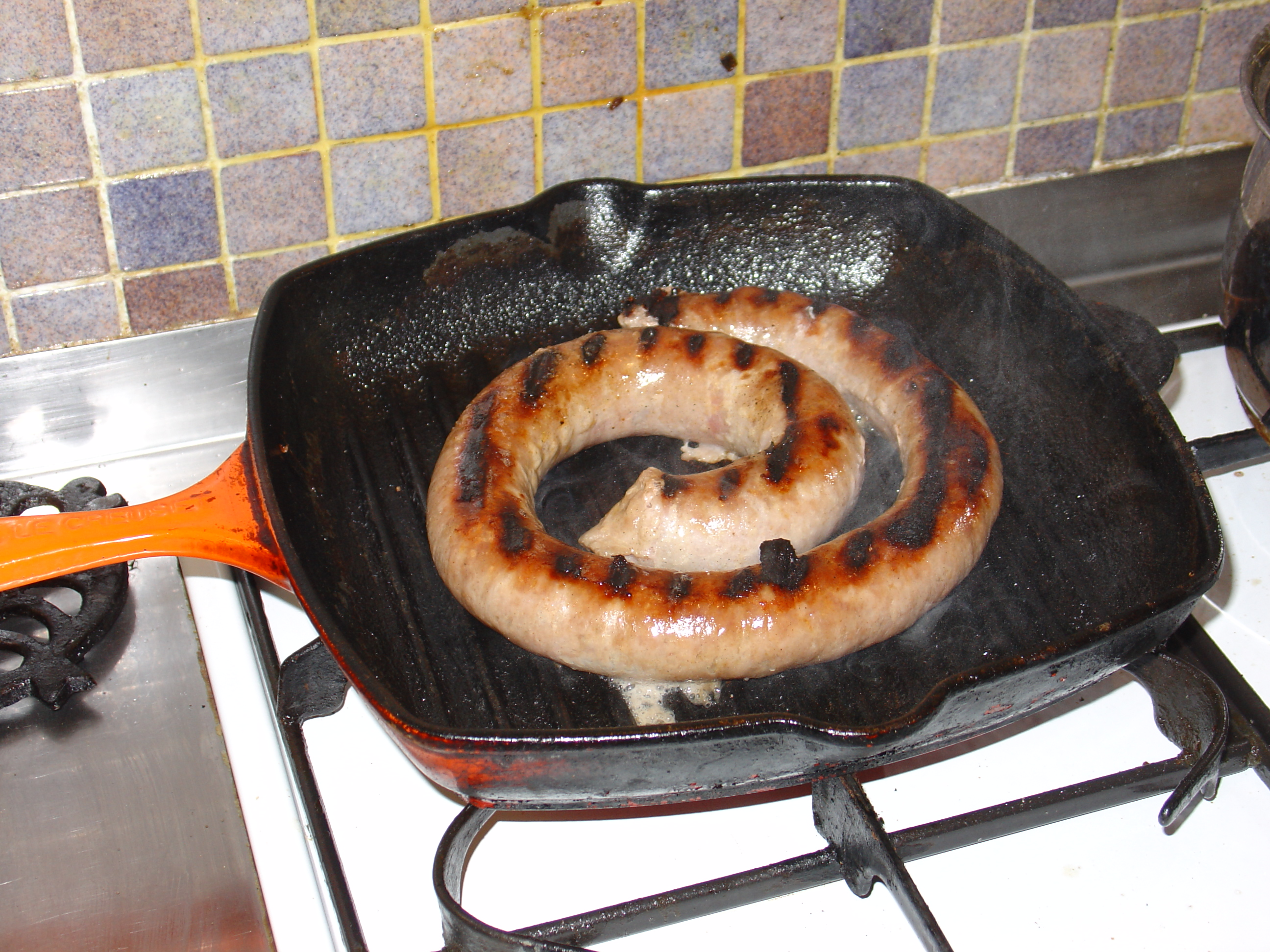
Linguiça de Cumberland

- Linguiça de Gloucester – feita com carne de porco Gloucester Old Spot, que tem um alto teor de gordura.[24]
- Salsicha de Lincolnshire
- Linguiça de Manchester – preparado com carne de porco, pimenta branca, maça, noz-moscada, gengibre, sálvia e cravo-da-índia[25]
- Linguiça de Marylebone – uma linguiça tradicional dos açougueiros de Londres feita com maça, gengibre e sálvia[26]
- Linguiça de Newmarket
- Linguiça de Oxford – carne de porco, vitela e limão
- Linguiça de Yorkshire – pimenta branca, maça, noz-moscada e pimenta-caiena[27]
- Carne de porco e maçã

#### Escócia
- Haggis
- Lorne sausage
- Black pudding de Stornoway

#### País de Gales
- Linguiça de Glamorgan
- Dragon sausage – linguiça de porco, alho-poró e pimenta malagueta.[28]

### República Tcheca
- Jelito

- Špekáček

- Talián

- Trampské cigáro

- Ostravská klobása

- Vinná klobása

### Romênia

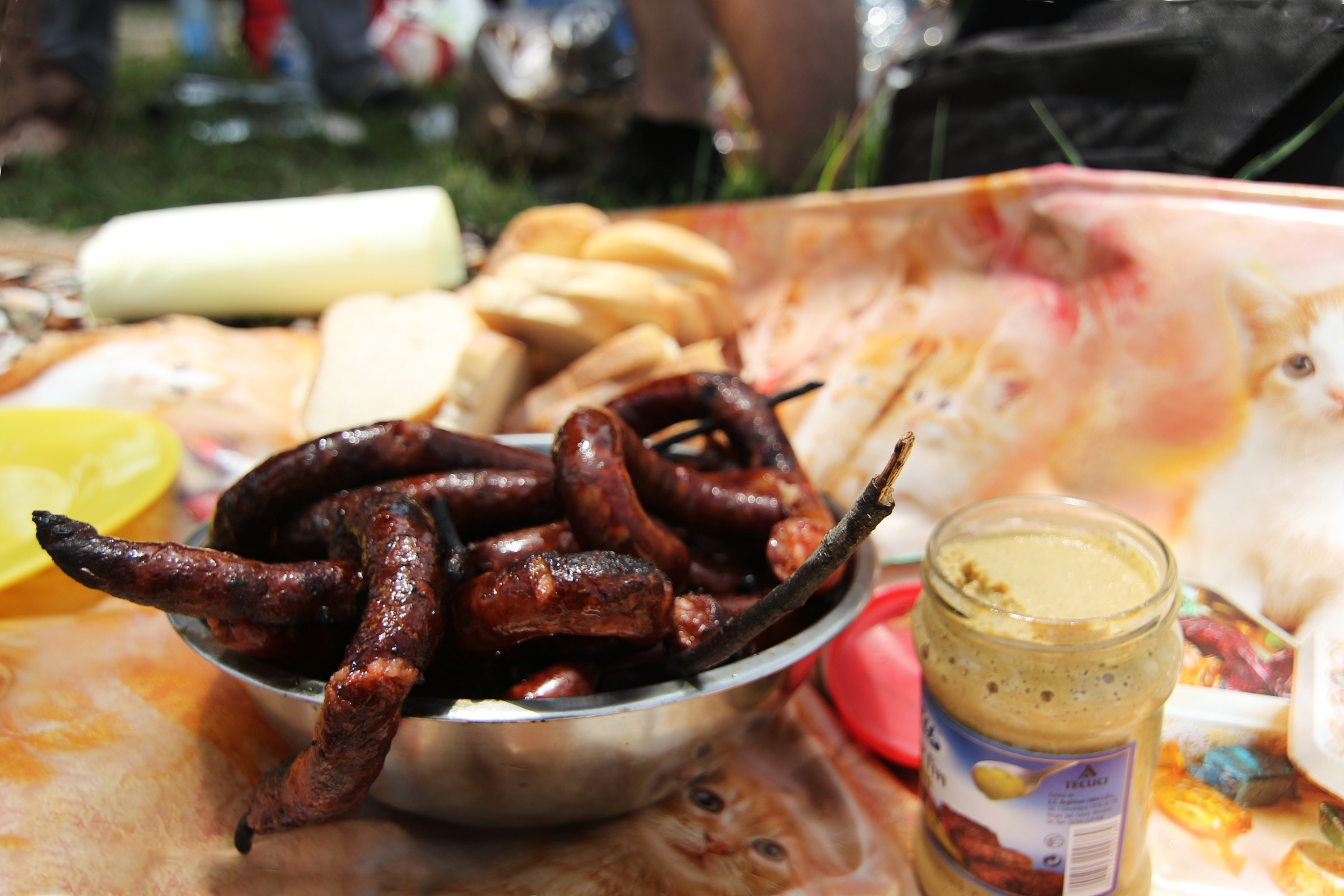
Linguiças de Pleşcoi servidas com pão e mostarda

- Babic
- Linguiça de Banat[29]
- Linguiça de Pleşcoi
- Linguiça de Nădlac
- Tobă
- Salame de Sibiu

### Rússia
- Doktorskaya kolbasa
- Lyubitelskaya[30]
- Sardelka – pequena linguiça cozida consumida como uma frankfurter; no entanto, é mais grossa do que uma frankfurter comum.
- Linguiça Stolichnaya[31]

### Sérvia
- Kulen
- Sremska kobasica
- Пеглана кобасица

### Suécia
- Falukorv
- Fläskkorv
- Isterband
- Potatiskorv
- Prinskorv

### Suíça

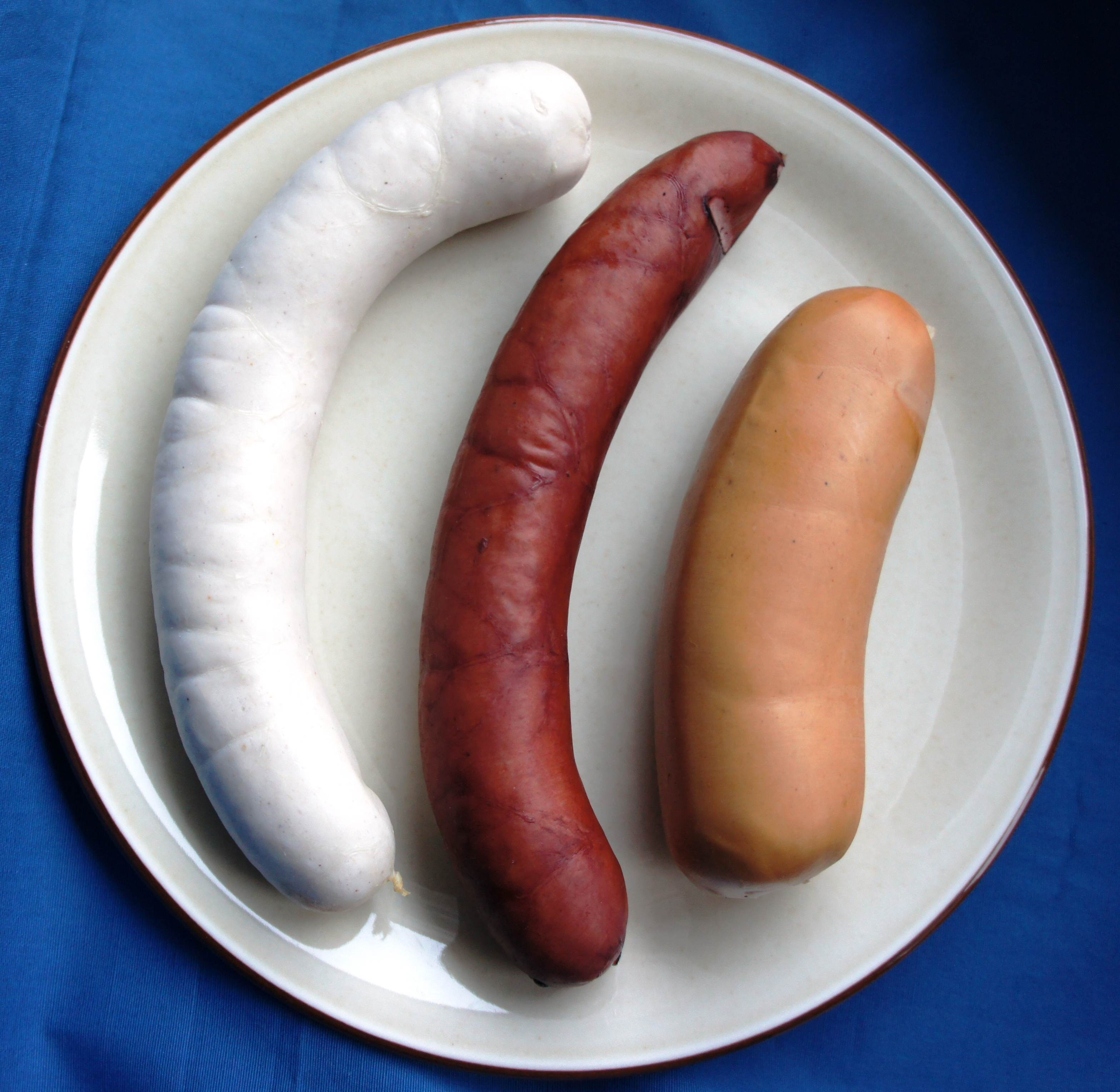
Bratwurst de St. Galler, schüblig e cervelat, cozidas e servidas quentes

- Cervelat
- Schüblig
- Bratwurst de St. Galler
- Landjäger
- Salame ticinese
- Salsiz
- Saucisse de choux[32]
- Saucisson Vaudois[33]

### Tailândia

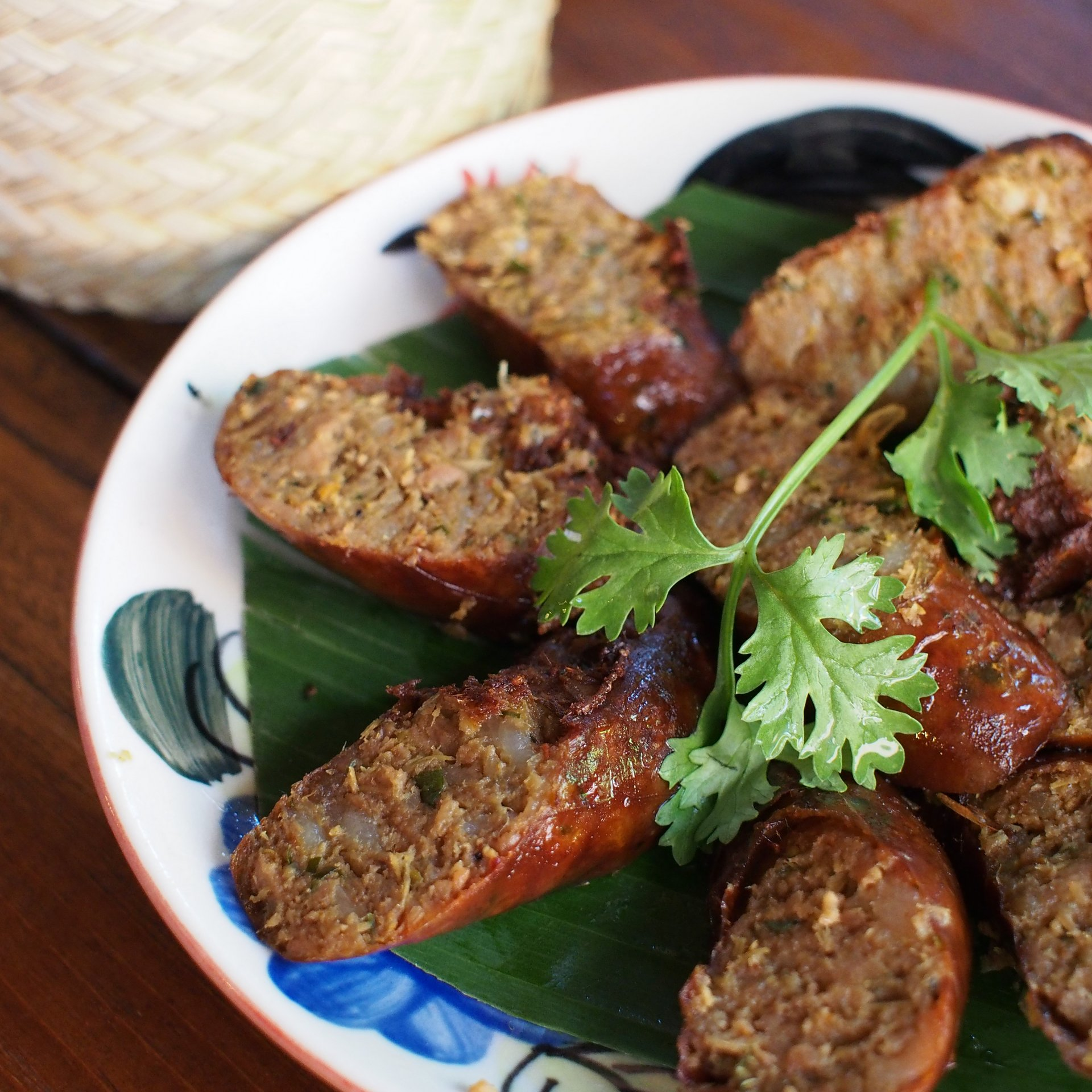
Sai ua

- Naem
- Sai krok Isan
- Sai ua

### Taiwan

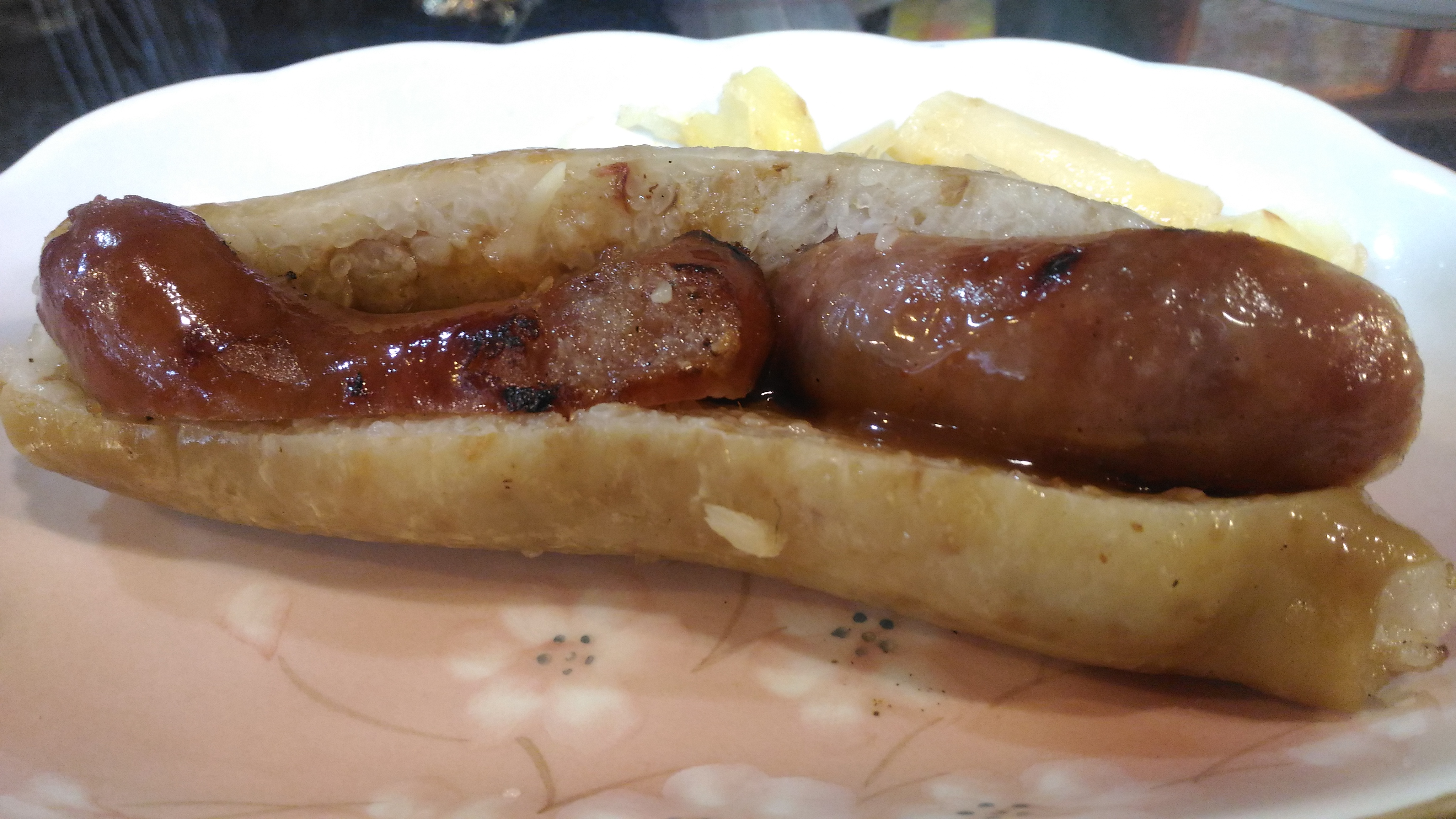
Tōa-tn̂g pau sió-tn̂g

- Linguiça pequena em linguiça grande (tōa-tn̂g pau sió-tn̂g) – segmento de linguiça de porco taiwanesa envolto em uma linguiça de arroz pegajoso (um pouco maior e mais gorda), geralmente servido grelhado

### Tunísia
- Merguez

### Turquia
- Sucuk

### Ucrânia
- Morcela Krov`janka (krov – sangue)
- Linguiça Gurka é uma linguiça de vísceras[34]
- Kishka
- Leberwurst Pashtetivka[35]
- Linguiça Odesa[36]
- Kovbasa ucraniana[37]

### Venezuela
- Chorizo

### Vietnam
- Chả
- Chả cốm: vi:Chả cốm; Cốm;
- Chả lụa
- Dồi

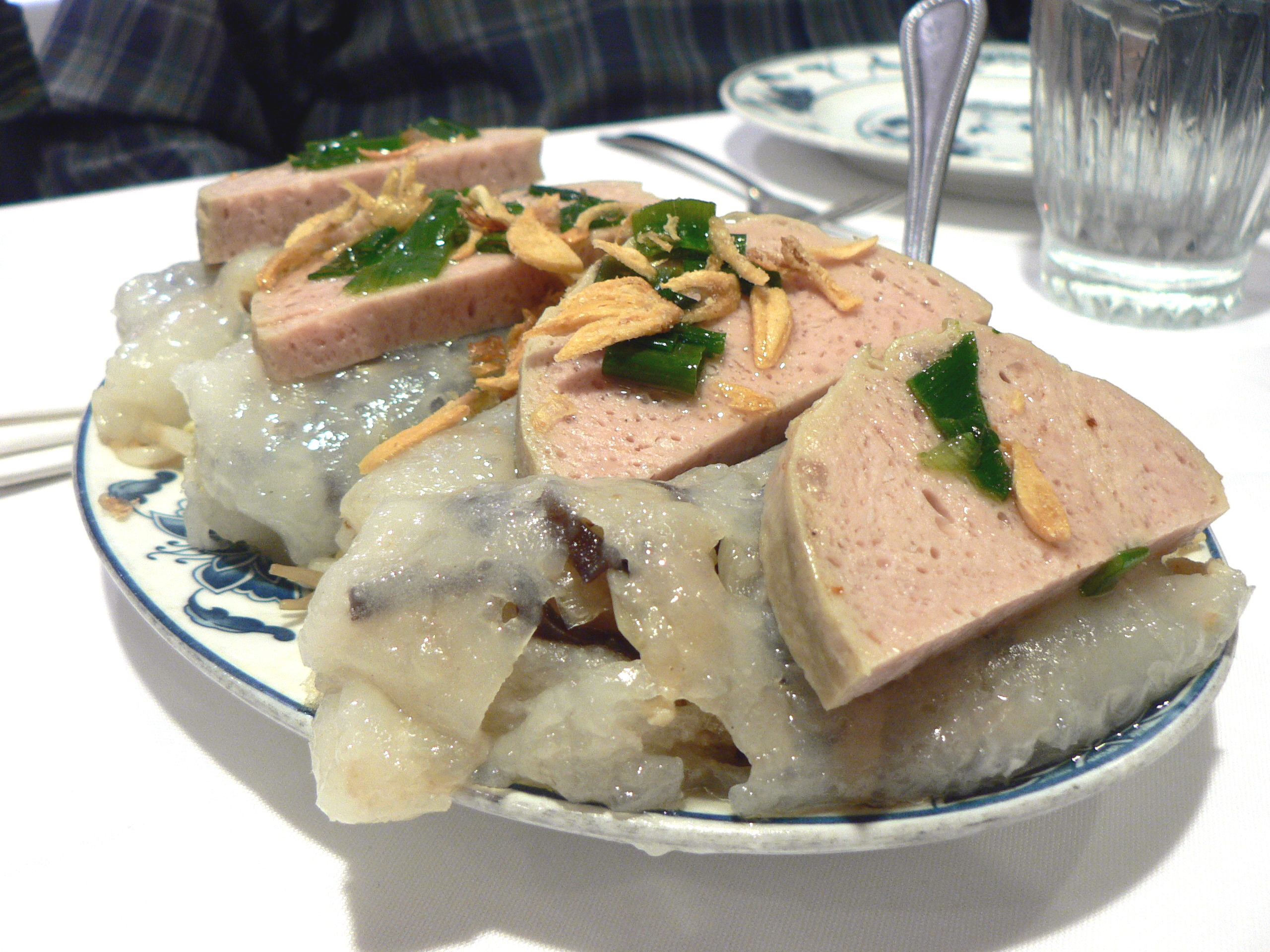
Chả lụa fatiado serviado sobre bánh cuốn, e guarnecido com chalotas fritas

- Lạp xưởng – vários tipos de linguiça da China
- Nem nướng
- Nem chua – prato de carne de porco fermentada
- Tung lamaow (em vietnamita:  tung lò mò) – dlinguiça de carne bovina Cham temperada e frita;[38] veja também "tongmo" da Malásia

### Zimbabwe
- Boerewors